# Tour d'Italie féminin 2000
La 11e édition du Tour d'Italie féminin (Giro d'Italia Femminile en italien) a lieu du 25 juin au 9 juillet 2000. La course fait partie du calendrier UCI féminin en catégorie 2.9.1. 
Après un prologue par équipes remporté par la formation Farm Frites - Hartol, Leontien van Moorsel gagne deux étapes au sprint. Elle est devancée sur la troisième étape par Diana Žiliūtė, mais s'impose de nouveau le lendemain. Sur la cinquième étape, Roberta Bonanomi gagne échappée avec quelques mètres d'avance. Van Moorsel perd le maillot rose au profit de Svetlana Boubnenkova. L'étape suivante est vallonnée et cette dernière se montre la plus rapide du groupe de favorites détaché. Lors du contre-la-montre de l'après-midi, Joane Somarriba se montre la plus rapide et prend la tête du classement général. Stolbova remporte la septième étape au sprint. La première étape de montagne voit Edita Pučinskaitė lever les bras, Somarriba ne perd que cinq secondes. Le lendemain, Alessandra Cappellotto gagne au sommet accompagnée de Somarriba. L'étape de transition voit Sara Felloni gagner. Valentina Polkhanova remporte l'étape de montagne suivante, tandis que Debby Mansveld gagne le sprint de l'étape plate. L'ultime contre-la-montre permet à Cappellotto d'obtenir une seconde victoire. La dernière étape est gagnée par Pia Sundstedt, échappée avec Stolbova. Joane Somarriba remporte l'épreuve devant Alessandra Cappellotto et Valentina Polkhanova. Svetlana Boubnenkova gagne le classement par points, Edita Pučinskaitė celui de la montagne et Nicole Brändli celui de la meilleure jeune. Debby Mansveld est la meilleure sprinteuse.

## Présentation

### Parcours
Le parcours reste dans le nord de l'Italie. Il comporte trois étapes de montagne, deux contre-la-montres ainsi qu'un prologue par équipes. 

### Équipes
| Équipes féminines professionnelles (10)- Aliverti-Immobilione Luca - Acca Due O-Lorena Camicie - Alfa Lum-RSM - Edil Savino - Farm Frites-Hartol - Figurella Dream Team - Gas Sport Team - La Rosa dei Venti - Master Team-Carpe Diem - SC Michela Fanini Record Rox Équipes nationales (5)- Australie - Autriche - Hongrie - Suisse - Ukraine |
| |

## Étapes
| Étape       | Date     | Villes étapes                         | type                         | Distance (km) | Vainqueur d'étape      | Leader du classement général |
| ----------- | -------- | ------------------------------------- | ---------------------------- | ------------- | ---------------------- | ---------------------------- |
| Prologue    | 25 juin  | Pergine Valsugana – Pergine Valsugana | contre-la-montre par équipes | 3             | Farm Frites-Hartol     | Leontien van Moorsel         |
| 1re étape   | 26 juin  | Pieve Tesino – Levico Terme           | étape vallonnée              | 93,7          | Leontien van Moorsel   | Leontien van Moorsel         |
| 2e étape    | 27 juin  | Este – Este                           | étape de moyenne montagne    | 95,4          | Leontien van Moorsel   | Leontien van Moorsel         |
| 3e étape    | 28 juin  | Cittadella – Valdobbiadene            | étape de plaine              | 94,3          | Diana Žiliūtė          | Leontien van Moorsel         |
| 4e étape    | 29 juin  | Maranello – Sassuolo                  | étape de plaine              | 101           | Leontien van Moorsel   | Leontien van Moorsel         |
| 5e étape    | 1 juill. | Motta di Livenza – Trévise            | étape vallonnée              | 109,6         | Roberta Bonanomi       | Swetlana Bubnenkowa          |
| 6e a étape  | 2 juill. | Formigine – Sassuolo                  | étape de moyenne montagne    | 72            | Swetlana Bubnenkowa    | Joane Somarriba              |
| 6e b étape  | 2 juill. | Montefiorino – Fiorano Modenese       | contre-la-montre individuel  | 24,4          | Joane Somarriba        | Joane Somarriba              |
| 7e étape    | 3 juill. | Cocconato – Casale Monferrato         | étape vallonnée              | 103,3         | Swetlana Bubnenkowa    | Joane Somarriba              |
| 8e étape    | 4 juill. | Bardonnèche – Bardonnèche             | étape de montagne            | 104           | Edita Pučinskaitė      | Joane Somarriba              |
| 9e étape    | 5 juill. | Verrès – Champoluc                    | étape de montagne            | 106           | Alessandra Cappellotto | Joane Somarriba              |
| 10e étape   | 6 juill. | Crema – Crema                         | étape de plaine              | 102,4         | Sara Felloni           | Joane Somarriba              |
| 11e étape   | 7 juill. | Cordignano – Cordignano               | étape de montagne            | 95,9          | Walentina Polchanowa   | Joane Somarriba              |
| 12e a étape | 8 juill. | Trente – Monte Bondone                | étape de plaine              | 83,2          | Debby Mansveld         | Joane Somarriba              |
| 12e b étape | 8 juill. | Abano Terme – Abano Terme             | contre-la-montre individuel  | 12,8          | Alessandra Cappellotto | Joane Somarriba              |
| 13e étape   | 9 juill. | Seren del Grappa – Cordignano         | étape vallonnée              | 97            | Pia Sundstedt          | Joane Somarriba              |

## Déroulement de la course

### Prologue par équipes
La météo est idéale avec des températures avoisinant vingt degrés.
Ce prologue par équipes est avant tout un spectacle et seuls 800 derniers mètres comptent pour le temps. L'équipe Farm Frites Hartol remporte l'épreuve, emmenée par Leontien van Moorsel, avec Acca Due O-Lorena Camicie en deuxième position.
| \| Classement de l'étape \| Classement de l'étape \| Classement de l'étape \| Classement de l'étape \| Classement de l'étape \| Classement de l'étape \| \| Équipe \| Équipe \| Pays \| Temps \| Écart de temps \| Vitesse moy. \| \| --------------------- \| ---------------------------- \| --------------------- \| --------------------- \| --------------------- \| --------------------- \| \| 1re \| Farm Frites-Hartol \| Pays-Bas \| 3 h 44 min 40 s \| \| 48.648 km/h \| \| 2e \| Acca Due O-Lorena Camicie \| Italie \| \| + 1 min 06 s \| \| \| 3e \| Gas Sport Team \| Italie \| \| + 1 min 09 s \| \| \| 4e \| Alfa Lum-RSM \| Saint-Marin \| \| + 2 min 30 s \| \| \| 5e \| Master Team-Carpe Diem \| Italie \| \| + 3 min 24 s \| \| \| 6e \| Edil Savino \| Italie \| \| + 3 min 33 s \| \| \| 7e \| Autriche \| Autriche \| \| + 3 min 22 s \| \| \| 8e \| SC Michela Fanini Record Rox \| Italie \| \| + 4 min 09 s \| \| \| 9e \| La Rosa dei Venti \| Italie \| \| + 4 min 13 s \| \| \| 10e \| Ukraine \| Ukraine \| \| + 5 min 51 s \| \| |                              |             |                 |                |              |
| |                              |             |                 |                |              |
| |                              |             |                 |                |              |
| Classement de l'étape |                              |             |                 |                |              |
| Équipe | Équipe                       | Pays        | Temps           | Écart de temps | Vitesse moy. |
| 1re | Farm Frites-Hartol           | Pays-Bas    | 3 h 44 min 40 s |                | 48.648 km/h  |
| 2e | Acca Due O-Lorena Camicie    | Italie      |                 | + 1 min 06 s   |              |
| 3e | Gas Sport Team               | Italie      |                 | + 1 min 09 s   |              |
| 4e | Alfa Lum-RSM                 | Saint-Marin |                 | + 2 min 30 s   |              |
| 5e | Master Team-Carpe Diem       | Italie      |                 | + 3 min 24 s   |              |
| 6e | Edil Savino                  | Italie      |                 | + 3 min 33 s   |              |
| 7e | Autriche                     | Autriche    |                 | + 3 min 22 s   |              |
| 8e | SC Michela Fanini Record Rox | Italie      |                 | + 4 min 09 s   |              |
| 9e | La Rosa dei Venti            | Italie      |                 | + 4 min 13 s   |              |
| 10e | Ukraine                      | Ukraine     |                 | + 5 min 51 s   |              |

### 1reétape
La température est de trente-deux degrés. Le parcours débute par une longue descente technique jusqu'au fond de la vallée avant de faire trois tours autour du pittoresque lac de Levico Terme. 
Dans la première des trois ascensions de Sella di Vignola, l'équipe italienne GAS, dont la championne d'Italie en titre, Gabriella Pregnolato, augmente le rythme. Dans le dernier tour, une chute au pied de la dernière montée retarde de nombreux coureuses, dont Wright, Scrymgeour et Feldhahn de l'équipe australienne, à un moment critique, alors qu'il ne reste que six kilomètres à parcourir. L'approche de l'arrivée s'est faite par une descente sinueuse, suivie d'un final en légère montée sur 2 kilomètres. Elizabeth Tadich chute dans les 800 derniers mètres mais ne souffre que de légères contusions. Sur les 120 partantes, 75 coureuses font encore partie du peloton. La Néerlandaise Leontien Van Moorsel s'empare du maillot rose, en gagnant le sprint de l'étape contre Sara Felloni et la leader de la Coupe du monde, Diana Žiliūtė.
| \| Classement de l'étape \| Classement de l'étape \| Classement de l'étape \| Classement de l'étape \| Classement de l'étape \| \| Coureur \| Coureur \| Pays \| Équipe \| Temps \| \| --------------------- \| ---------------------- \| --------------------- \| ---------------------------- \| --------------------- \| \| 1re \| Leontien van Moorsel \| Pays-Bas \| Farm Frites-Hartol \| 2 h 21 min 46 s \| \| 2e \| Sara Felloni \| Italie \| Alfa Lum-RSM \| + 0 s \| \| 3e \| Diana Žiliūtė \| Lituanie \| Acca Due O-Lorena Camicie \| + 0 s \| \| 4e \| Zinaida Stahurskaia \| Biélorussie \| SC Michela Fanini Record Rox \| + 0 s \| \| 5e \| Swetlana Bubnenkowa \| Russie \| Edil Savino \| + 0 s \| \| 6e \| Alessandra Cappellotto \| Italie \| Gas Sport Team \| + 0 s \| \| 7e \| Oksana Saprykina \| Ukraine \| SC Michela Fanini Record Rox \| + 0 s \| \| 8e \| Yvonne Brunen \| Pays-Bas \| Farm Frites-Hartol \| + 0 s \| \| 9e \| Valeria Cappellotto \| Italie \| Gas Sport Team \| + 0 s \| \| 10e \| Nicole Brändli \| Suisse \| Suisse \| + 0 s \| |                        |             |                              |                 |
| |                        |             |                              |                 |
| |                        |             |                              |                 |
| Classement de l'étape |                        |             |                              |                 |
| Coureur | Coureur                | Pays        | Équipe                       | Temps           |
| 1re | Leontien van Moorsel   | Pays-Bas    | Farm Frites-Hartol           | 2 h 21 min 46 s |
| 2e | Sara Felloni           | Italie      | Alfa Lum-RSM                 | + 0 s           |
| 3e | Diana Žiliūtė          | Lituanie    | Acca Due O-Lorena Camicie    | + 0 s           |
| 4e | Zinaida Stahurskaia    | Biélorussie | SC Michela Fanini Record Rox | + 0 s           |
| 5e | Swetlana Bubnenkowa    | Russie      | Edil Savino                  | + 0 s           |
| 6e | Alessandra Cappellotto | Italie      | Gas Sport Team               | + 0 s           |
| 7e | Oksana Saprykina       | Ukraine     | SC Michela Fanini Record Rox | + 0 s           |
| 8e | Yvonne Brunen          | Pays-Bas    | Farm Frites-Hartol           | + 0 s           |
| 9e | Valeria Cappellotto    | Italie      | Gas Sport Team               | + 0 s           |
| 10e | Nicole Brändli         | Suisse      | Suisse                       | + 0 s           |

| \| Classement général \| Classement général \| Classement général \| Classement général \| Classement général \| \| Coureur \| Coureur \| Pays \| Équipe \| Temps \| \| ------------------ \| ---------------------- \| ------------------ \| ---------------------------- \| ------------------ \| \| 1re \| Leontien van Moorsel \| Pays-Bas \| Farm Frites-Hartol \| 2 h 21 min 46 s \| \| 2e \| Sara Felloni \| Italie \| Alfa Lum-RSM \| + 0 s \| \| 3e \| Diana Žiliūtė \| Lituanie \| Acca Due O-Lorena Camicie \| + 0 s \| \| 4e \| Zinaida Stahurskaia \| Biélorussie \| SC Michela Fanini Record Rox \| + 0 s \| \| 5e \| Swetlana Bubnenkowa \| Russie \| Edil Savino \| + 0 s \| \| 6e \| Alessandra Cappellotto \| Italie \| Gas Sport Team \| + 0 s \| \| 7e \| Oksana Saprykina \| Ukraine \| SC Michela Fanini Record Rox \| + 0 s \| \| 8e \| Yvonne Brunen \| Pays-Bas \| Farm Frites-Hartol \| + 0 s \| \| 9e \| Valeria Cappellotto \| Italie \| Gas Sport Team \| + 0 s \| \| 10e \| Nicole Brändli \| Suisse \| Suisse \| + 0 s \| |                        |             |                              |                 |
| |                        |             |                              |                 |
| |                        |             |                              |                 |
| Classement général |                        |             |                              |                 |
| Coureur | Coureur                | Pays        | Équipe                       | Temps           |
| 1re | Leontien van Moorsel   | Pays-Bas    | Farm Frites-Hartol           | 2 h 21 min 46 s |
| 2e | Sara Felloni           | Italie      | Alfa Lum-RSM                 | + 0 s           |
| 3e | Diana Žiliūtė          | Lituanie    | Acca Due O-Lorena Camicie    | + 0 s           |
| 4e | Zinaida Stahurskaia    | Biélorussie | SC Michela Fanini Record Rox | + 0 s           |
| 5e | Swetlana Bubnenkowa    | Russie      | Edil Savino                  | + 0 s           |
| 6e | Alessandra Cappellotto | Italie      | Gas Sport Team               | + 0 s           |
| 7e | Oksana Saprykina       | Ukraine     | SC Michela Fanini Record Rox | + 0 s           |
| 8e | Yvonne Brunen          | Pays-Bas    | Farm Frites-Hartol           | + 0 s           |
| 9e | Valeria Cappellotto    | Italie      | Gas Sport Team               | + 0 s           |
| 10e | Nicole Brändli         | Suisse      | Suisse                       | + 0 s           |

### 2eétape
L'étape est ensoleillée et se déroule autour d'Este ponctué par trois ascensions. Dans la première, Kym Shirley, Sara Carrigan et Margaret Hemsley s'échappent. Alison Wright les rejoint après la descente. Un regroupement a ensuite lieu. Tout se joue dans la montée finale. Leontien Van Moorsel se place en tête dans le dernier kilomètre. Alison Wright la suit, mais heurte une barrière dans les derniers mètres. Van Moorsel s'impose donc.  
| \| Classement de l'étape \| Classement de l'étape \| Classement de l'étape \| Classement de l'étape \| Classement de l'étape \| \| Coureur \| Coureur \| Pays \| Équipe \| Temps \| \| --------------------- \| --------------------- \| --------------------- \| ---------------------------- \| --------------------- \| \| 1re \| Leontien van Moorsel \| Pays-Bas \| Farm Frites-Hartol \| 2 h 35 min 04 s \| \| 2e \| Diana Žiliūtė \| Lituanie \| Acca Due O-Lorena Camicie \| + 0 s \| \| 3e \| Gabriella Pregnolato \| Italie \| Gas Sport Team \| + 0 s \| \| 4e \| Swetlana Bubnenkowa \| Russie \| Edil Savino \| + 0 s \| \| 5e \| Sara Felloni \| Italie \| Alfa Lum-RSM \| + 0 s \| \| 6e \| Oksana Saprykina \| Ukraine \| SC Michela Fanini Record Rox \| + 0 s \| \| 7e \| Giovanna Troldi \| Italie \| Edil Savino \| + 0 s \| \| 8e \| Alison Wright \| Australie \| Australie \| + 0 s \| \| 9e \| Alessandra D'Ettorre \| Italie \| Acca Due O-Lorena Camicie \| + 0 s \| \| 10e \| Sonia Rocca \| Italie \| Edil Savino \| + 0 s \| |                      |           |                              |                 |
| |                      |           |                              |                 |
| |                      |           |                              |                 |
| Classement de l'étape |                      |           |                              |                 |
| Coureur | Coureur              | Pays      | Équipe                       | Temps           |
| 1re | Leontien van Moorsel | Pays-Bas  | Farm Frites-Hartol           | 2 h 35 min 04 s |
| 2e | Diana Žiliūtė        | Lituanie  | Acca Due O-Lorena Camicie    | + 0 s           |
| 3e | Gabriella Pregnolato | Italie    | Gas Sport Team               | + 0 s           |
| 4e | Swetlana Bubnenkowa  | Russie    | Edil Savino                  | + 0 s           |
| 5e | Sara Felloni         | Italie    | Alfa Lum-RSM                 | + 0 s           |
| 6e | Oksana Saprykina     | Ukraine   | SC Michela Fanini Record Rox | + 0 s           |
| 7e | Giovanna Troldi      | Italie    | Edil Savino                  | + 0 s           |
| 8e | Alison Wright        | Australie | Australie                    | + 0 s           |
| 9e | Alessandra D'Ettorre | Italie    | Acca Due O-Lorena Camicie    | + 0 s           |
| 10e | Sonia Rocca          | Italie    | Edil Savino                  | + 0 s           |

| \| Classement général \| Classement général \| Classement général \| Classement général \| Classement général \| \| Coureur \| Coureur \| Pays \| Équipe \| Temps \| \| ------------------ \| ---------------------- \| ------------------ \| ---------------------------- \| ------------------ \| \| 1re \| Leontien van Moorsel \| Pays-Bas \| Farm Frites-Hartol \| 4 h 56 min 50 s \| \| 2e \| Diana Žiliūtė \| Lituanie \| Acca Due O-Lorena Camicie \| + 0 s \| \| 3e \| Sara Felloni \| Italie \| Alfa Lum-RSM \| + 0 s \| \| 4e \| Swetlana Bubnenkowa \| Russie \| Edil Savino \| + 0 s \| \| 5e \| Oksana Saprykina \| Ukraine \| SC Michela Fanini Record Rox \| + 0 s \| \| 6e \| Zinaida Stahurskaia \| Biélorussie \| SC Michela Fanini Record Rox \| + 0 s \| \| 7e \| Alessandra Cappellotto \| Italie \| Gas Sport Team \| + 0 s \| \| 8e \| Sara Carrigan \| Australie \| Australie \| + 0 s \| \| 9e \| Gabriella Pregnolato \| Italie \| Gas Sport Team \| + 0 s \| \| 10e \| Aleksandra Koliaseva \| Russie \| Alfa Lum-RSM \| + 0 s \| |                        |             |                              |                 |
| |                        |             |                              |                 |
| |                        |             |                              |                 |
| Classement général |                        |             |                              |                 |
| Coureur | Coureur                | Pays        | Équipe                       | Temps           |
| 1re | Leontien van Moorsel   | Pays-Bas    | Farm Frites-Hartol           | 4 h 56 min 50 s |
| 2e | Diana Žiliūtė          | Lituanie    | Acca Due O-Lorena Camicie    | + 0 s           |
| 3e | Sara Felloni           | Italie      | Alfa Lum-RSM                 | + 0 s           |
| 4e | Swetlana Bubnenkowa    | Russie      | Edil Savino                  | + 0 s           |
| 5e | Oksana Saprykina       | Ukraine     | SC Michela Fanini Record Rox | + 0 s           |
| 6e | Zinaida Stahurskaia    | Biélorussie | SC Michela Fanini Record Rox | + 0 s           |
| 7e | Alessandra Cappellotto | Italie      | Gas Sport Team               | + 0 s           |
| 8e | Sara Carrigan          | Australie   | Australie                    | + 0 s           |
| 9e | Gabriella Pregnolato   | Italie      | Gas Sport Team               | + 0 s           |
| 10e | Aleksandra Koliaseva   | Russie      | Alfa Lum-RSM                 | + 0 s           |

### 3eétape
La météo est clémente. La côte placée à trois kilomètres et demi de l'arrivée provoque une sélection. Diana Žiliūtė remporte le sprint.
| \| Classement de l'étape \| Classement de l'étape \| Classement de l'étape \| Classement de l'étape \| Classement de l'étape \| \| Coureur \| Coureur \| Pays \| Équipe \| Temps \| \| --------------------- \| --------------------- \| --------------------- \| ---------------------------- \| --------------------- \| \| 1re \| Diana Žiliūtė \| Lituanie \| Acca Due O-Lorena Camicie \| 2 h 21 min 46 s \| \| 2e \| Leontien van Moorsel \| Pays-Bas \| Farm Frites-Hartol \| + 0 s \| \| 3e \| Swetlana Bubnenkowa \| Russie \| Edil Savino \| + 0 s \| \| 4e \| Zinaida Stahurskaia \| Biélorussie \| SC Michela Fanini Record Rox \| + 0 s \| \| 5e \| Giovanna Troldi \| Italie \| Edil Savino \| + 0 s \| \| 6e \| Oksana Saprykina \| Ukraine \| SC Michela Fanini Record Rox \| + 0 s \| \| 7e \| Sara Felloni \| Italie \| Alfa Lum-RSM \| + 0 s \| \| 8e \| Simona Parente \| Italie \| Gas Sport Team \| + 0 s \| \| 9e \| Valeria Cappellotto \| Italie \| Gas Sport Team \| + 0 s \| \| 10e \| Joane Somarriba \| Espagne \| Alfa Lum-RSM \| + 0 s \| |                      |             |                              |                 |
| |                      |             |                              |                 |
| |                      |             |                              |                 |
| Classement de l'étape |                      |             |                              |                 |
| Coureur | Coureur              | Pays        | Équipe                       | Temps           |
| 1re | Diana Žiliūtė        | Lituanie    | Acca Due O-Lorena Camicie    | 2 h 21 min 46 s |
| 2e | Leontien van Moorsel | Pays-Bas    | Farm Frites-Hartol           | + 0 s           |
| 3e | Swetlana Bubnenkowa  | Russie      | Edil Savino                  | + 0 s           |
| 4e | Zinaida Stahurskaia  | Biélorussie | SC Michela Fanini Record Rox | + 0 s           |
| 5e | Giovanna Troldi      | Italie      | Edil Savino                  | + 0 s           |
| 6e | Oksana Saprykina     | Ukraine     | SC Michela Fanini Record Rox | + 0 s           |
| 7e | Sara Felloni         | Italie      | Alfa Lum-RSM                 | + 0 s           |
| 8e | Simona Parente       | Italie      | Gas Sport Team               | + 0 s           |
| 9e | Valeria Cappellotto  | Italie      | Gas Sport Team               | + 0 s           |
| 10e | Joane Somarriba      | Espagne     | Alfa Lum-RSM                 | + 0 s           |

| \| Classement général \| Classement général \| Classement général \| Classement général \| Classement général \| \| Coureur \| Coureur \| Pays \| Équipe \| Temps \| \| ------------------ \| ---------------------- \| ------------------ \| ---------------------------- \| ------------------ \| \| 1re \| Leontien van Moorsel \| Pays-Bas \| Farm Frites-Hartol \| 7 h 28 min 25 s \| \| 2e \| Diana Žiliūtė \| Lituanie \| Acca Due O-Lorena Camicie \| + 0 s \| \| 3e \| Swetlana Bubnenkowa \| Russie \| Edil Savino \| + 0 s \| \| 4e \| Sara Felloni \| Italie \| Alfa Lum-RSM \| + 0 s \| \| 5e \| Oksana Saprykina \| Ukraine \| SC Michela Fanini Record Rox \| + 0 s \| \| 6e \| Zinaida Stahurskaia \| Biélorussie \| SC Michela Fanini Record Rox \| + 0 s \| \| 7e \| Alessandra Cappellotto \| Italie \| Gas Sport Team \| + 0 s \| \| 8e \| Nicole Brändli \| Suisse \| Suisse \| + 0 s \| \| 9e \| Aleksandra Koliaseva \| Russie \| Alfa Lum-RSM \| + 0 s \| \| 10e \| Valeria Cappellotto \| Italie \| Gas Sport Team \| + 0 s \| |                        |             |                              |                 |
| |                        |             |                              |                 |
| |                        |             |                              |                 |
| Classement général |                        |             |                              |                 |
| Coureur | Coureur                | Pays        | Équipe                       | Temps           |
| 1re | Leontien van Moorsel   | Pays-Bas    | Farm Frites-Hartol           | 7 h 28 min 25 s |
| 2e | Diana Žiliūtė          | Lituanie    | Acca Due O-Lorena Camicie    | + 0 s           |
| 3e | Swetlana Bubnenkowa    | Russie      | Edil Savino                  | + 0 s           |
| 4e | Sara Felloni           | Italie      | Alfa Lum-RSM                 | + 0 s           |
| 5e | Oksana Saprykina       | Ukraine     | SC Michela Fanini Record Rox | + 0 s           |
| 6e | Zinaida Stahurskaia    | Biélorussie | SC Michela Fanini Record Rox | + 0 s           |
| 7e | Alessandra Cappellotto | Italie      | Gas Sport Team               | + 0 s           |
| 8e | Nicole Brändli         | Suisse      | Suisse                       | + 0 s           |
| 9e | Aleksandra Koliaseva   | Russie      | Alfa Lum-RSM                 | + 0 s           |
| 10e | Valeria Cappellotto    | Italie      | Gas Sport Team               | + 0 s           |

### 4eétape
Au kilomètre soixante-cinq, un groupe de huit coureuses sort avec notamment Gabriella Pregnolato. Il est néanmoins arrêté à un passage à niveau et un regroupement a donc lieu. Alison Wright chute dans un des virages du final. Van Moorsel lance son sprint à six cents mètres de l'arrivée et s'impose.
| \| Classement de l'étape \| Classement de l'étape \| Classement de l'étape \| Classement de l'étape \| Classement de l'étape \| \| Coureur \| Coureur \| Pays \| Équipe \| Temps \| \| --------------------- \| --------------------- \| --------------------- \| ---------------------------- \| --------------------- \| \| 1re \| Leontien van Moorsel \| Pays-Bas \| Farm Frites-Hartol \| 2 h 27 min 01 s \| \| 2e \| Sara Felloni \| Italie \| Alfa Lum-RSM \| + 0 s \| \| 3e \| Katia Longhin \| Italie \| Master Team-Carpe Diem \| + 0 s \| \| 4e \| Gabriella Pregnolato \| Italie \| Gas Sport Team \| + 0 s \| \| 5e \| Swetlana Bubnenkowa \| Russie \| Edil Savino \| + 0 s \| \| 6e \| Zinaida Stahurskaia \| Biélorussie \| SC Michela Fanini Record Rox \| + 0 s \| \| 7e \| Oksana Saprykina \| Ukraine \| SC Michela Fanini Record Rox \| + 0 s \| \| 8e \| Vera Hohlfeld \| Allemagne \| Acca Due O-Lorena Camicie \| + 0 s \| \| 9e \| Diana Žiliūtė \| Lituanie \| Acca Due O-Lorena Camicie \| + 0 s \| \| 10e \| Priska Doppmann \| Suisse \| Master Team-Carpe Diem \| + 0 s \| |                      |             |                              |                 |
| |                      |             |                              |                 |
| |                      |             |                              |                 |
| Classement de l'étape |                      |             |                              |                 |
| Coureur | Coureur              | Pays        | Équipe                       | Temps           |
| 1re | Leontien van Moorsel | Pays-Bas    | Farm Frites-Hartol           | 2 h 27 min 01 s |
| 2e | Sara Felloni         | Italie      | Alfa Lum-RSM                 | + 0 s           |
| 3e | Katia Longhin        | Italie      | Master Team-Carpe Diem       | + 0 s           |
| 4e | Gabriella Pregnolato | Italie      | Gas Sport Team               | + 0 s           |
| 5e | Swetlana Bubnenkowa  | Russie      | Edil Savino                  | + 0 s           |
| 6e | Zinaida Stahurskaia  | Biélorussie | SC Michela Fanini Record Rox | + 0 s           |
| 7e | Oksana Saprykina     | Ukraine     | SC Michela Fanini Record Rox | + 0 s           |
| 8e | Vera Hohlfeld        | Allemagne   | Acca Due O-Lorena Camicie    | + 0 s           |
| 9e | Diana Žiliūtė        | Lituanie    | Acca Due O-Lorena Camicie    | + 0 s           |
| 10e | Priska Doppmann      | Suisse      | Master Team-Carpe Diem       | + 0 s           |

| \| Classement général \| Classement général \| Classement général \| Classement général \| Classement général \| \| Coureur \| Coureur \| Pays \| Équipe \| Temps \| \| ------------------ \| -------------------- \| ------------------ \| ---------------------------- \| ------------------ \| \| 1re \| Leontien van Moorsel \| Pays-Bas \| Farm Frites-Hartol \| 9 h 55 min 26 s \| \| 2e \| Diana Žiliūtė \| Lituanie \| Acca Due O-Lorena Camicie \| + 0 s \| \| 3e \| Sara Felloni \| Italie \| Alfa Lum-RSM \| + 0 s \| \| 4e \| Swetlana Bubnenkowa \| Russie \| Edil Savino \| + 0 s \| \| 5e \| Oksana Saprykina \| Ukraine \| SC Michela Fanini Record Rox \| + 0 s \| \| 6e \| Zinaida Stahurskaia \| Biélorussie \| SC Michela Fanini Record Rox \| + 0 s \| \| 7e \| Vera Hohlfeld \| Allemagne \| Acca Due O-Lorena Camicie \| + 0 s \| \| 8e \| Aleksandra Koliaseva \| Russie \| Alfa Lum-RSM \| + 6 s \| \| 9e \| Daniela Veronesi \| Saint-Marin \| Alfa Lum-RSM \| + 6 s \| \| 10e \| Tatiana Stiajkina \| Ukraine \| Acca Due O-Lorena Camicie \| + 6 s \| |                      |             |                              |                 |
| |                      |             |                              |                 |
| |                      |             |                              |                 |
| Classement général |                      |             |                              |                 |
| Coureur | Coureur              | Pays        | Équipe                       | Temps           |
| 1re | Leontien van Moorsel | Pays-Bas    | Farm Frites-Hartol           | 9 h 55 min 26 s |
| 2e | Diana Žiliūtė        | Lituanie    | Acca Due O-Lorena Camicie    | + 0 s           |
| 3e | Sara Felloni         | Italie      | Alfa Lum-RSM                 | + 0 s           |
| 4e | Swetlana Bubnenkowa  | Russie      | Edil Savino                  | + 0 s           |
| 5e | Oksana Saprykina     | Ukraine     | SC Michela Fanini Record Rox | + 0 s           |
| 6e | Zinaida Stahurskaia  | Biélorussie | SC Michela Fanini Record Rox | + 0 s           |
| 7e | Vera Hohlfeld        | Allemagne   | Acca Due O-Lorena Camicie    | + 0 s           |
| 8e | Aleksandra Koliaseva | Russie      | Alfa Lum-RSM                 | + 6 s           |
| 9e | Daniela Veronesi     | Saint-Marin | Alfa Lum-RSM                 | + 6 s           |
| 10e | Tatiana Stiajkina    | Ukraine     | Acca Due O-Lorena Camicie    | + 6 s           |

### 5eétape
Trois difficultés ponctuent le parcours. Dans la troisième ascension, Simona Parente passe à l'attaque. Elle est accompagnée de deux autres coureuses et Zita Urbonaitė. Leur avance atteint une minute et quinze secondes. Plus tard, un groupe de dix se forme. Roberta Bonanomi sort à six kilomètres de l'arrivée et s'impose. Derrière Svetlana Boubnenkova règle le sprint.
| \| Classement de l'étape \| Classement de l'étape \| Classement de l'étape \| Classement de l'étape \| Classement de l'étape \| \| Coureur \| Coureur \| Pays \| Équipe \| Temps \| \| --------------------- \| ---------------------- \| --------------------- \| ---------------------------- \| --------------------- \| \| 1re \| Roberta Bonanomi \| Italie \| Gas Sport Team \| 3 h 01 min 25 s \| \| 2e \| Swetlana Bubnenkowa \| Russie \| Edil Savino \| + 1 s \| \| 3e \| Madeleine Lindberg \| Suède \| Farm Frites-Hartol \| + 1 s \| \| 4e \| Sara Felloni \| Italie \| Alfa Lum-RSM \| + 1 s \| \| 5e \| Simona Parente \| Italie \| Gas Sport Team \| + 1 s \| \| 6e \| Valeria Cappellotto \| Italie \| Gas Sport Team \| + 1 s \| \| 7e \| Tatiana Stiajkina \| Ukraine \| Acca Due O-Lorena Camicie \| + 1 s \| \| 8e \| Alessandra Cappellotto \| Italie \| Gas Sport Team \| + 1 s \| \| 9e \| Walentina Polchanowa \| Russie \| Edil Savino \| + 1 s \| \| 10e \| Lucia Pizzolotto \| Italie \| SC Michela Fanini Record Rox \| + 1 s \| |                        |         |                              |                 |
| |                        |         |                              |                 |
| |                        |         |                              |                 |
| Classement de l'étape |                        |         |                              |                 |
| Coureur | Coureur                | Pays    | Équipe                       | Temps           |
| 1re | Roberta Bonanomi       | Italie  | Gas Sport Team               | 3 h 01 min 25 s |
| 2e | Swetlana Bubnenkowa    | Russie  | Edil Savino                  | + 1 s           |
| 3e | Madeleine Lindberg     | Suède   | Farm Frites-Hartol           | + 1 s           |
| 4e | Sara Felloni           | Italie  | Alfa Lum-RSM                 | + 1 s           |
| 5e | Simona Parente         | Italie  | Gas Sport Team               | + 1 s           |
| 6e | Valeria Cappellotto    | Italie  | Gas Sport Team               | + 1 s           |
| 7e | Tatiana Stiajkina      | Ukraine | Acca Due O-Lorena Camicie    | + 1 s           |
| 8e | Alessandra Cappellotto | Italie  | Gas Sport Team               | + 1 s           |
| 9e | Walentina Polchanowa   | Russie  | Edil Savino                  | + 1 s           |
| 10e | Lucia Pizzolotto       | Italie  | SC Michela Fanini Record Rox | + 1 s           |

| \| Classement général \| Classement général \| Classement général \| Classement général \| Classement général \| \| Coureur \| Coureur \| Pays \| Équipe \| Temps \| \| ------------------ \| ---------------------- \| ------------------ \| ------------------------- \| ------------------ \| \| 1re \| Swetlana Bubnenkowa \| Russie \| Edil Savino \| 12 h 56 min 52 s \| \| 2e \| Sara Felloni \| Italie \| Alfa Lum-RSM \| + 0 s \| \| 3e \| Madeleine Lindberg \| Suède \| Farm Frites-Hartol \| + 6 s \| \| 4e \| Roberta Bonanomi \| Italie \| Gas Sport Team \| + 7 s \| \| 5e \| Tatiana Stiajkina \| Ukraine \| Acca Due O-Lorena Camicie \| + 8 s \| \| 6e \| Daniela Veronesi \| Saint-Marin \| Alfa Lum-RSM \| + 8 s \| \| 7e \| Nicole Brändli \| Suisse \| Suisse \| + 8 s \| \| 8e \| Joane Somarriba \| Espagne \| Alfa Lum-RSM \| + 8 s \| \| 9e \| Walentina Polchanowa \| Russie \| Edil Savino \| + 8 s \| \| 10e \| Alessandra Cappellotto \| Italie \| Gas Sport Team \| + 8 s \| |                        |             |                           |                  |
| |                        |             |                           |                  |
| |                        |             |                           |                  |
| Classement général |                        |             |                           |                  |
| Coureur | Coureur                | Pays        | Équipe                    | Temps            |
| 1re | Swetlana Bubnenkowa    | Russie      | Edil Savino               | 12 h 56 min 52 s |
| 2e | Sara Felloni           | Italie      | Alfa Lum-RSM              | + 0 s            |
| 3e | Madeleine Lindberg     | Suède       | Farm Frites-Hartol        | + 6 s            |
| 4e | Roberta Bonanomi       | Italie      | Gas Sport Team            | + 7 s            |
| 5e | Tatiana Stiajkina      | Ukraine     | Acca Due O-Lorena Camicie | + 8 s            |
| 6e | Daniela Veronesi       | Saint-Marin | Alfa Lum-RSM              | + 8 s            |
| 7e | Nicole Brändli         | Suisse      | Suisse                    | + 8 s            |
| 8e | Joane Somarriba        | Espagne     | Alfa Lum-RSM              | + 8 s            |
| 9e | Walentina Polchanowa   | Russie      | Edil Savino               | + 8 s            |
| 10e | Alessandra Cappellotto | Italie      | Gas Sport Team            | + 8 s            |

### 6eétape, secteur a
Après trois tours de circuits urbains, avant d'entamer une partie en ligne. Le peloton reste compact jusqu'à dix kilomètres de la ligne, où une côte longue de dix kilomètres doit provoquer une sélection. L'équipe Alfa Lum y force le rythme. Six coureuses se détachent. Svetlana Boubnenkova devance ses compagnons d'échappée.
| \| Classement de l'étape \| Classement de l'étape \| Classement de l'étape \| Classement de l'étape \| Classement de l'étape \| \| Coureur \| Coureur \| Pays \| Équipe \| Temps \| \| --------------------- \| ---------------------- \| --------------------- \| ------------------------- \| --------------------- \| \| 1re \| Swetlana Bubnenkowa \| Russie \| Edil Savino \| 2 h 21 min 46 s \| \| 2e \| Alessandra Cappellotto \| Italie \| Gas Sport Team \| + 0 s \| \| 3e \| Joane Somarriba \| Espagne \| Alfa Lum-RSM \| + 0 s \| \| 4e \| Edita Pučinskaitė \| Lituanie \| Alfa Lum-RSM \| + 0 s \| \| 5e \| Daniela Veronesi \| Saint-Marin \| Alfa Lum-RSM \| + 0 s \| \| 6e \| Walentina Polchanowa \| Russie \| Edil Savino \| + 0 s \| \| 7e \| Tatiana Stiajkina \| Ukraine \| Acca Due O-Lorena Camicie \| + 27 s \| \| 8e \| Pia Sundstedt \| Finlande \| Gas Sport Team \| + 27 s \| \| 9e \| Simona Parente \| Italie \| Gas Sport Team \| + 38 s \| \| 10e \| Valeria Cappellotto \| Italie \| Gas Sport Team \| + 38 s \| |                        |             |                           |                 |
| |                        |             |                           |                 |
| |                        |             |                           |                 |
| Classement de l'étape |                        |             |                           |                 |
| Coureur | Coureur                | Pays        | Équipe                    | Temps           |
| 1re | Swetlana Bubnenkowa    | Russie      | Edil Savino               | 2 h 21 min 46 s |
| 2e | Alessandra Cappellotto | Italie      | Gas Sport Team            | + 0 s           |
| 3e | Joane Somarriba        | Espagne     | Alfa Lum-RSM              | + 0 s           |
| 4e | Edita Pučinskaitė      | Lituanie    | Alfa Lum-RSM              | + 0 s           |
| 5e | Daniela Veronesi       | Saint-Marin | Alfa Lum-RSM              | + 0 s           |
| 6e | Walentina Polchanowa   | Russie      | Edil Savino               | + 0 s           |
| 7e | Tatiana Stiajkina      | Ukraine     | Acca Due O-Lorena Camicie | + 27 s          |
| 8e | Pia Sundstedt          | Finlande    | Gas Sport Team            | + 27 s          |
| 9e | Simona Parente         | Italie      | Gas Sport Team            | + 38 s          |
| 10e | Valeria Cappellotto    | Italie      | Gas Sport Team            | + 38 s          |

| \| Classement général \| Classement général \| Classement général \| Classement général \| Classement général \| \| Coureur \| Coureur \| Pays \| Équipe \| Temps \| \| ------------------ \| ------------------ \| ------------------ \| ------------------ \| ------------------ \| |         |      |        |       |
| |         |      |        |       |
| |         |      |        |       |
| Classement général |         |      |        |       |
| Coureur | Coureur | Pays | Équipe | Temps |

### 6eétape, secteur b
Joane Somarriba remporte avec trente-neuf secondes d'avance ce contre-la-montre qui se court par trente-cinq degrés. Diana Žiliūtė et Leontien van Moorsel quittent le Giro à l'issue de l'étape.
| \| Classement de l'étape \| Classement de l'étape \| Classement de l'étape \| Classement de l'étape \| Classement de l'étape \| \| Coureur \| Coureur \| Pays \| Équipe \| Temps \| \| --------------------- \| ---------------------- \| --------------------- \| ------------------------- \| --------------------- \| \| 1re \| Joane Somarriba \| Espagne \| Alfa Lum-RSM \| 31 min 52 s \| \| 2e \| Marion Clignet \| France \| Acca Due O-Lorena Camicie \| + 39 s \| \| 3e \| Daniela Veronesi \| Saint-Marin \| Alfa Lum-RSM \| + 48 s \| \| 4e \| Alessandra Cappellotto \| Italie \| Gas Sport Team \| + 48 s \| \| 5e \| Edita Pučinskaitė \| Lituanie \| Alfa Lum-RSM \| + 59 s \| \| 6e \| Leontien van Moorsel \| Pays-Bas \| Farm Frites-Hartol \| + 1 min 05 s \| \| 7e \| Tatiana Stiajkina \| Ukraine \| Acca Due O-Lorena Camicie \| + 1 min 22 s \| \| 8e \| Sara Carrigan \| Australie \| \| + 1 min 27 s \| \| 9e \| Swetlana Bubnenkowa \| Russie \| Edil Savino \| + 1 min 27 s \| \| 10e \| Kristy Scrymgeour \| Australie \| \| + 1 min 29 s \| |                        |             |                           |              |
| |                        |             |                           |              |
| |                        |             |                           |              |
| Classement de l'étape |                        |             |                           |              |
| Coureur | Coureur                | Pays        | Équipe                    | Temps        |
| 1re | Joane Somarriba        | Espagne     | Alfa Lum-RSM              | 31 min 52 s  |
| 2e | Marion Clignet         | France      | Acca Due O-Lorena Camicie | + 39 s       |
| 3e | Daniela Veronesi       | Saint-Marin | Alfa Lum-RSM              | + 48 s       |
| 4e | Alessandra Cappellotto | Italie      | Gas Sport Team            | + 48 s       |
| 5e | Edita Pučinskaitė      | Lituanie    | Alfa Lum-RSM              | + 59 s       |
| 6e | Leontien van Moorsel   | Pays-Bas    | Farm Frites-Hartol        | + 1 min 05 s |
| 7e | Tatiana Stiajkina      | Ukraine     | Acca Due O-Lorena Camicie | + 1 min 22 s |
| 8e | Sara Carrigan          | Australie   |                           | + 1 min 27 s |
| 9e | Swetlana Bubnenkowa    | Russie      | Edil Savino               | + 1 min 27 s |
| 10e | Kristy Scrymgeour      | Australie   |                           | + 1 min 29 s |

| \| Classement général \| Classement général \| Classement général \| Classement général \| Classement général \| \| Coureur \| Coureur \| Pays \| Équipe \| Temps \| \| ------------------ \| ---------------------- \| ------------------ \| ------------------------- \| ------------------ \| \| 1re \| Joane Somarriba \| Espagne \| Alfa Lum-RSM \| 15 h 15 min 39 s \| \| 2e \| Daniela Veronesi \| Saint-Marin \| Alfa Lum-RSM \| + 48 s \| \| 3e \| Alessandra Cappellotto \| Italie \| Gas Sport Team \| + 48 s \| \| 4e \| Edita Pučinskaitė \| Lituanie \| Alfa Lum-RSM \| + 59 s \| \| 5e \| Swetlana Bubnenkowa \| Russie \| Edil Savino \| + 1 min 19 s \| \| 6e \| Walentina Polchanowa \| Russie \| Edil Savino \| + 1 min 39 s \| \| 7e \| Tatiana Stiajkina \| Ukraine \| Acca Due O-Lorena Camicie \| + 1 min 49 s \| \| 8e \| Pia Sundstedt \| Finlande \| Gas Sport Team \| + 2 min 03 s \| \| 9e \| Nicole Brändli \| Suisse \| Red Bull-Frankfurt \| + 2 min 43 s \| \| 10e \| Madeleine Lindberg \| Suède \| Farm Frites-Hartol \| + 3 min 22 s \| |                        |             |                           |                  |
| |                        |             |                           |                  |
| |                        |             |                           |                  |
| Classement général |                        |             |                           |                  |
| Coureur | Coureur                | Pays        | Équipe                    | Temps            |
| 1re | Joane Somarriba        | Espagne     | Alfa Lum-RSM              | 15 h 15 min 39 s |
| 2e | Daniela Veronesi       | Saint-Marin | Alfa Lum-RSM              | + 48 s           |
| 3e | Alessandra Cappellotto | Italie      | Gas Sport Team            | + 48 s           |
| 4e | Edita Pučinskaitė      | Lituanie    | Alfa Lum-RSM              | + 59 s           |
| 5e | Swetlana Bubnenkowa    | Russie      | Edil Savino               | + 1 min 19 s     |
| 6e | Walentina Polchanowa   | Russie      | Edil Savino               | + 1 min 39 s     |
| 7e | Tatiana Stiajkina      | Ukraine     | Acca Due O-Lorena Camicie | + 1 min 49 s     |
| 8e | Pia Sundstedt          | Finlande    | Gas Sport Team            | + 2 min 03 s     |
| 9e | Nicole Brändli         | Suisse      | Red Bull-Frankfurt        | + 2 min 43 s     |
| 10e | Madeleine Lindberg     | Suède       | Farm Frites-Hartol        | + 3 min 22 s     |

### 7eétape
Une échappée de quatre coureuses se forme au bout de vingt kilomètres. Elle est reprise kilomètre soixante-dix. Une côte écrème le peloton, puis Svetlana Boubnenkova remporte le sprint.
| \| Classement de l'étape \| Classement de l'étape \| Classement de l'étape \| Classement de l'étape \| Classement de l'étape \| \| Coureur \| Coureur \| Pays \| Équipe \| Temps \| \| --------------------- \| ---------------------- \| --------------------- \| ---------------------------- \| --------------------- \| \| 1re \| Swetlana Bubnenkowa \| Russie \| Edil Savino \| 3 h 02 min 14 s \| \| 2e \| Zita Urbonaitė \| Lituanie \| Acca Due O-Lorena Camicie \| + 0 s \| \| 3e \| Valeria Cappellotto \| Italie \| Gas Sport Team \| + 0 s \| \| 4e \| Sara Felloni \| Italie \| Alfa Lum-RSM \| + 0 s \| \| 5e \| Zinaida Stahurskaia \| Biélorussie \| SC Michela Fanini Record Rox \| + 0 s \| \| 6e \| Luisiana Pegoraro \| Italie \| Gas Sport Team \| + 0 s \| \| 7e \| Alessandra Cappellotto \| Italie \| Gas Sport Team \| + 0 s \| \| 8e \| Madeleine Lindberg \| Suède \| Farm Frites-Hartol \| + 0 s \| \| 9e \| Simona Parente \| Italie \| Gas Sport Team \| + 0 s \| \| 10e \| Priska Doppmann \| Suisse \| Master Team-Carpe Diem \| + 0 s \| |                        |             |                              |                 |
| |                        |             |                              |                 |
| |                        |             |                              |                 |
| Classement de l'étape |                        |             |                              |                 |
| Coureur | Coureur                | Pays        | Équipe                       | Temps           |
| 1re | Swetlana Bubnenkowa    | Russie      | Edil Savino                  | 3 h 02 min 14 s |
| 2e | Zita Urbonaitė         | Lituanie    | Acca Due O-Lorena Camicie    | + 0 s           |
| 3e | Valeria Cappellotto    | Italie      | Gas Sport Team               | + 0 s           |
| 4e | Sara Felloni           | Italie      | Alfa Lum-RSM                 | + 0 s           |
| 5e | Zinaida Stahurskaia    | Biélorussie | SC Michela Fanini Record Rox | + 0 s           |
| 6e | Luisiana Pegoraro      | Italie      | Gas Sport Team               | + 0 s           |
| 7e | Alessandra Cappellotto | Italie      | Gas Sport Team               | + 0 s           |
| 8e | Madeleine Lindberg     | Suède       | Farm Frites-Hartol           | + 0 s           |
| 9e | Simona Parente         | Italie      | Gas Sport Team               | + 0 s           |
| 10e | Priska Doppmann        | Suisse      | Master Team-Carpe Diem       | + 0 s           |

| \| Classement général \| Classement général \| Classement général \| Classement général \| Classement général \| \| Coureur \| Coureur \| Pays \| Équipe \| Temps \| \| ------------------ \| ---------------------- \| ------------------ \| ------------------------- \| ------------------ \| \| 1re \| Joane Somarriba \| Espagne \| Alfa Lum-RSM \| 18 h 17 min 53 s \| \| 2e \| Daniela Veronesi \| Saint-Marin \| Alfa Lum-RSM \| + 48 s \| \| 3e \| Alessandra Cappellotto \| Italie \| Gas Sport Team \| + 48 s \| \| 4e \| Edita Pučinskaitė \| Lituanie \| Alfa Lum-RSM \| + 59 s \| \| 5e \| Swetlana Bubnenkowa \| Russie \| Edil Savino \| + 1 min 19 s \| \| 6e \| Walentina Polchanowa \| Russie \| Edil Savino \| + 1 min 39 s \| \| 7e \| Tatiana Stiajkina \| Ukraine \| Acca Due O-Lorena Camicie \| + 1 min 49 s \| \| 8e \| Pia Sundstedt \| Finlande \| Gas Sport Team \| + 2 min 03 s \| \| 9e \| Nicole Brändli \| Suisse \| Red Bull-Frankfurt \| + 2 min 43 s \| \| 10e \| Madeleine Lindberg \| Suède \| Farm Frites-Hartol \| + 3 min 22 s \| |                        |             |                           |                  |
| |                        |             |                           |                  |
| |                        |             |                           |                  |
| Classement général |                        |             |                           |                  |
| Coureur | Coureur                | Pays        | Équipe                    | Temps            |
| 1re | Joane Somarriba        | Espagne     | Alfa Lum-RSM              | 18 h 17 min 53 s |
| 2e | Daniela Veronesi       | Saint-Marin | Alfa Lum-RSM              | + 48 s           |
| 3e | Alessandra Cappellotto | Italie      | Gas Sport Team            | + 48 s           |
| 4e | Edita Pučinskaitė      | Lituanie    | Alfa Lum-RSM              | + 59 s           |
| 5e | Swetlana Bubnenkowa    | Russie      | Edil Savino               | + 1 min 19 s     |
| 6e | Walentina Polchanowa   | Russie      | Edil Savino               | + 1 min 39 s     |
| 7e | Tatiana Stiajkina      | Ukraine     | Acca Due O-Lorena Camicie | + 1 min 49 s     |
| 8e | Pia Sundstedt          | Finlande    | Gas Sport Team            | + 2 min 03 s     |
| 9e | Nicole Brändli         | Suisse      | Red Bull-Frankfurt        | + 2 min 43 s     |
| 10e | Madeleine Lindberg     | Suède       | Farm Frites-Hartol        | + 3 min 22 s     |

### 8eétape
L'étape débute par la montée du Col du Mont-Cenis. Un groupe de dix-huit favorites s'y forme. Shirley et Carrigan en sont absentes. Tout se décide dans l'ascension vers Bardonnèche. Edita Pučinskaitė s'impose devant Svetlana Boubnenkova. Le maillot rose termine cinq secondes plus loin.
| \| Classement de l'étape \| Classement de l'étape \| Classement de l'étape \| Classement de l'étape \| Classement de l'étape \| \| Coureur \| Coureur \| Pays \| Équipe \| Temps \| \| --------------------- \| ---------------------- \| --------------------- \| ------------------------- \| --------------------- \| \| 1re \| Edita Pučinskaitė \| Lituanie \| Alfa Lum-RSM \| 3 h 24 min 07 s \| \| 2e \| Swetlana Bubnenkowa \| Russie \| Edil Savino \| + 0 s \| \| 3e \| Alessandra Cappellotto \| Italie \| Gas Sport Team \| + 0 s \| \| 4e \| Fabiana Luperini \| Italie \| Gas Sport Team \| + 3 s \| \| 5e \| Joane Somarriba \| Espagne \| Alfa Lum-RSM \| + 5 s \| \| 6e \| Nicole Brändli \| Suisse \| Red Bull-Frankfurt \| + 5 s \| \| 7e \| Tatiana Stiajkina \| Ukraine \| Acca Due O-Lorena Camicie \| + 9 s \| \| 8e \| Walentina Polchanowa \| Russie \| Edil Savino \| + 14 s \| \| 9e \| Pia Sundstedt \| Finlande \| Gas Sport Team \| + 14 s \| \| 10e \| Rosalisa Lapomarda \| Italie \| La Rosa dei Venti \| + 14 s \| |                        |          |                           |                 |
| |                        |          |                           |                 |
| |                        |          |                           |                 |
| Classement de l'étape |                        |          |                           |                 |
| Coureur | Coureur                | Pays     | Équipe                    | Temps           |
| 1re | Edita Pučinskaitė      | Lituanie | Alfa Lum-RSM              | 3 h 24 min 07 s |
| 2e | Swetlana Bubnenkowa    | Russie   | Edil Savino               | + 0 s           |
| 3e | Alessandra Cappellotto | Italie   | Gas Sport Team            | + 0 s           |
| 4e | Fabiana Luperini       | Italie   | Gas Sport Team            | + 3 s           |
| 5e | Joane Somarriba        | Espagne  | Alfa Lum-RSM              | + 5 s           |
| 6e | Nicole Brändli         | Suisse   | Red Bull-Frankfurt        | + 5 s           |
| 7e | Tatiana Stiajkina      | Ukraine  | Acca Due O-Lorena Camicie | + 9 s           |
| 8e | Walentina Polchanowa   | Russie   | Edil Savino               | + 14 s          |
| 9e | Pia Sundstedt          | Finlande | Gas Sport Team            | + 14 s          |
| 10e | Rosalisa Lapomarda     | Italie   | La Rosa dei Venti         | + 14 s          |

| \| Classement général \| Classement général \| Classement général \| Classement général \| Classement général \| \| Coureur \| Coureur \| Pays \| Équipe \| Temps \| \| ------------------ \| ---------------------- \| ------------------ \| ------------------------- \| ------------------ \| \| 1re \| Joane Somarriba \| Espagne \| Alfa Lum-RSM \| 21 h 28 min 12 s \| \| 2e \| Alessandra Cappellotto \| Italie \| Gas Sport Team \| + 43 s \| \| 3e \| Edita Pučinskaitė \| Lituanie \| Alfa Lum-RSM \| + 54 s \| \| 4e \| Swetlana Bubnenkowa \| Russie \| Edil Savino \| + 1 min 14 s \| \| 5e \| Walentina Polchanowa \| Russie \| Edil Savino \| + 1 min 48 s \| \| 6e \| Tatiana Stiajkina \| Ukraine \| Acca Due O-Lorena Camicie \| + 1 min 53 s \| \| 7e \| Pia Sundstedt \| Finlande \| Gas Sport Team \| + 2 min 12 s \| \| 8e \| Nicole Brändli \| Suisse \| Red Bull-Frankfurt \| + 2 min 43 s \| \| 9e \| Daniela Veronesi \| Saint-Marin \| Alfa Lum-RSM \| + 3 min 30 s \| \| 10e \| Fabiana Luperini \| Italie \| Gas Sport Team \| + 3 min 34 s \| |                        |             |                           |                  |
| |                        |             |                           |                  |
| |                        |             |                           |                  |
| Classement général |                        |             |                           |                  |
| Coureur | Coureur                | Pays        | Équipe                    | Temps            |
| 1re | Joane Somarriba        | Espagne     | Alfa Lum-RSM              | 21 h 28 min 12 s |
| 2e | Alessandra Cappellotto | Italie      | Gas Sport Team            | + 43 s           |
| 3e | Edita Pučinskaitė      | Lituanie    | Alfa Lum-RSM              | + 54 s           |
| 4e | Swetlana Bubnenkowa    | Russie      | Edil Savino               | + 1 min 14 s     |
| 5e | Walentina Polchanowa   | Russie      | Edil Savino               | + 1 min 48 s     |
| 6e | Tatiana Stiajkina      | Ukraine     | Acca Due O-Lorena Camicie | + 1 min 53 s     |
| 7e | Pia Sundstedt          | Finlande    | Gas Sport Team            | + 2 min 12 s     |
| 8e | Nicole Brändli         | Suisse      | Red Bull-Frankfurt        | + 2 min 43 s     |
| 9e | Daniela Veronesi       | Saint-Marin | Alfa Lum-RSM              | + 3 min 30 s     |
| 10e | Fabiana Luperini       | Italie      | Gas Sport Team            | + 3 min 34 s     |

### 9eétape
Carrigan et Hayley Brown-Rutherford, accompagnées de six autres coureuses, sortent au kilomètre trente. Roberta Bonanomi attaque depuis ce groupe peu avant l'ascension finale. Fany Lecourtois et Valeria Cappellotto la reprennent dix kilomètres plus loin. Derrière, les favorites reviennent avec Somarriba, Fabiana Luperini et Alessandra Cappellotto. Finalement, cette dernière s'impose devant Somarriba.
| \| Classement de l'étape \| Classement de l'étape \| Classement de l'étape \| Classement de l'étape \| Classement de l'étape \| \| Coureur \| Coureur \| Pays \| Équipe \| Temps \| \| --------------------- \| ---------------------- \| --------------------- \| ------------------------- \| --------------------- \| \| 1re \| Alessandra Cappellotto \| Italie \| Gas Sport Team \| 3 h 13 min 24 s \| \| 2e \| Joane Somarriba \| Espagne \| Alfa Lum-RSM \| + 0 s \| \| 3e \| Fabiana Luperini \| Italie \| Gas Sport Team \| + 57 s \| \| 4e \| Edita Pučinskaitė \| Lituanie \| Alfa Lum-RSM \| + 57 s \| \| 5e \| Valeria Cappellotto \| Italie \| Gas Sport Team \| + 57 s \| \| 6e \| Nicole Brändli \| Suisse \| Red Bull-Frankfurt \| + 57 s \| \| 7e \| Walentina Polchanowa \| Russie \| Edil Savino \| + 57 s \| \| 8e \| Fany Lecourtois \| France \| Alfa Lum-RSM \| + 1 min 03 s \| \| 9e \| Swetlana Bubnenkowa \| Russie \| Edil Savino \| + 2 min 09 s \| \| 10e \| Tatiana Stiajkina \| Ukraine \| Acca Due O-Lorena Camicie \| + 2 min 09 s \| |                        |          |                           |                 |
| |                        |          |                           |                 |
| |                        |          |                           |                 |
| Classement de l'étape |                        |          |                           |                 |
| Coureur | Coureur                | Pays     | Équipe                    | Temps           |
| 1re | Alessandra Cappellotto | Italie   | Gas Sport Team            | 3 h 13 min 24 s |
| 2e | Joane Somarriba        | Espagne  | Alfa Lum-RSM              | + 0 s           |
| 3e | Fabiana Luperini       | Italie   | Gas Sport Team            | + 57 s          |
| 4e | Edita Pučinskaitė      | Lituanie | Alfa Lum-RSM              | + 57 s          |
| 5e | Valeria Cappellotto    | Italie   | Gas Sport Team            | + 57 s          |
| 6e | Nicole Brändli         | Suisse   | Red Bull-Frankfurt        | + 57 s          |
| 7e | Walentina Polchanowa   | Russie   | Edil Savino               | + 57 s          |
| 8e | Fany Lecourtois        | France   | Alfa Lum-RSM              | + 1 min 03 s    |
| 9e | Swetlana Bubnenkowa    | Russie   | Edil Savino               | + 2 min 09 s    |
| 10e | Tatiana Stiajkina      | Ukraine  | Acca Due O-Lorena Camicie | + 2 min 09 s    |

| \| Classement général \| Classement général \| Classement général \| Classement général \| Classement général \| \| Coureur \| Coureur \| Pays \| Équipe \| Temps \| \| ------------------ \| ---------------------- \| ------------------ \| ------------------------- \| ------------------ \| \| 1re \| Joane Somarriba \| Espagne \| Alfa Lum-RSM \| 24 h 41 min 36 s \| \| 2e \| Alessandra Cappellotto \| Italie \| Gas Sport Team \| + 43 s \| \| 3e \| Edita Pučinskaitė \| Lituanie \| Alfa Lum-RSM \| + 1 min 51 s \| \| 4e \| Walentina Polchanowa \| Russie \| Edil Savino \| + 2 min 45 s \| \| 5e \| Swetlana Bubnenkowa \| Russie \| Edil Savino \| + 3 min 23 s \| \| 6e \| Nicole Brändli \| Suisse \| Red Bull-Frankfurt \| + 3 min 40 s \| \| 7e \| Tatiana Stiajkina \| Ukraine \| Acca Due O-Lorena Camicie \| + 4 min 02 s \| \| 8e \| Pia Sundstedt \| Finlande \| Gas Sport Team \| + 4 min 27 s \| \| 9e \| Fabiana Luperini \| Italie \| Gas Sport Team \| + 4 min 31 s \| \| 10e \| Daniela Veronesi \| Saint-Marin \| Alfa Lum-RSM \| + 6 min 36 s \| |                        |             |                           |                  |
| |                        |             |                           |                  |
| |                        |             |                           |                  |
| Classement général |                        |             |                           |                  |
| Coureur | Coureur                | Pays        | Équipe                    | Temps            |
| 1re | Joane Somarriba        | Espagne     | Alfa Lum-RSM              | 24 h 41 min 36 s |
| 2e | Alessandra Cappellotto | Italie      | Gas Sport Team            | + 43 s           |
| 3e | Edita Pučinskaitė      | Lituanie    | Alfa Lum-RSM              | + 1 min 51 s     |
| 4e | Walentina Polchanowa   | Russie      | Edil Savino               | + 2 min 45 s     |
| 5e | Swetlana Bubnenkowa    | Russie      | Edil Savino               | + 3 min 23 s     |
| 6e | Nicole Brändli         | Suisse      | Red Bull-Frankfurt        | + 3 min 40 s     |
| 7e | Tatiana Stiajkina      | Ukraine     | Acca Due O-Lorena Camicie | + 4 min 02 s     |
| 8e | Pia Sundstedt          | Finlande    | Gas Sport Team            | + 4 min 27 s     |
| 9e | Fabiana Luperini       | Italie      | Gas Sport Team            | + 4 min 31 s     |
| 10e | Daniela Veronesi       | Saint-Marin | Alfa Lum-RSM              | + 6 min 36 s     |

### 10eétape
Les attaques se succèdent sur le début d'étape. Un groupe de dix se forme mais est rapidement repris. Gabriella Pregnolato attaque ensuite et reste plusieurs kilomètres en tête. Tatiana Stiajkina, Alessandra Cappellotto et Roberta Bonanomi sont les suivantes à sortir. L'étape se conclut néanmoins au sprint. Sara Felloni lève les bras.
| \| Classement de l'étape \| Classement de l'étape \| Classement de l'étape \| Classement de l'étape \| Classement de l'étape \| \| Coureur \| Coureur \| Pays \| Équipe \| Temps \| \| --------------------- \| ---------------------- \| --------------------- \| ---------------------------- \| --------------------- \| \| 1re \| Sara Felloni \| Italie \| Alfa Lum-RSM \| 2 h 15 min 25 s \| \| 2e \| Zinaida Stahurskaia \| Biélorussie \| SC Michela Fanini Record Rox \| + 0 s \| \| 3e \| Katia Longhin \| Italie \| Master Team-Carpe Diem \| + 0 s \| \| 4e \| Swetlana Bubnenkowa \| Russie \| Edil Savino \| + 0 s \| \| 5e \| Sara Carrigan \| Australie \| \| + 0 s \| \| 6e \| Debby Mansveld \| Pays-Bas \| Farm Frites-Hartol \| + 0 s \| \| 7e \| Oksana Saprykina \| Ukraine \| SC Michela Fanini Record Rox \| + 0 s \| \| 8e \| Aleksandra Koliaseva \| Russie \| Alfa Lum-RSM \| + 0 s \| \| 9e \| Andrea Purner-Koschier \| Autriche \| \| + 0 s \| \| 10e \| Marion Brauen \| Suisse \| Red Bull-Frankfurt \| + 0 s \| |                        |             |                              |                 |
| |                        |             |                              |                 |
| |                        |             |                              |                 |
| Classement de l'étape |                        |             |                              |                 |
| Coureur | Coureur                | Pays        | Équipe                       | Temps           |
| 1re | Sara Felloni           | Italie      | Alfa Lum-RSM                 | 2 h 15 min 25 s |
| 2e | Zinaida Stahurskaia    | Biélorussie | SC Michela Fanini Record Rox | + 0 s           |
| 3e | Katia Longhin          | Italie      | Master Team-Carpe Diem       | + 0 s           |
| 4e | Swetlana Bubnenkowa    | Russie      | Edil Savino                  | + 0 s           |
| 5e | Sara Carrigan          | Australie   |                              | + 0 s           |
| 6e | Debby Mansveld         | Pays-Bas    | Farm Frites-Hartol           | + 0 s           |
| 7e | Oksana Saprykina       | Ukraine     | SC Michela Fanini Record Rox | + 0 s           |
| 8e | Aleksandra Koliaseva   | Russie      | Alfa Lum-RSM                 | + 0 s           |
| 9e | Andrea Purner-Koschier | Autriche    |                              | + 0 s           |
| 10e | Marion Brauen          | Suisse      | Red Bull-Frankfurt           | + 0 s           |

| \| Classement général \| Classement général \| Classement général \| Classement général \| Classement général \| \| Coureur \| Coureur \| Pays \| Équipe \| Temps \| \| ------------------ \| ---------------------- \| ------------------ \| ------------------------- \| ------------------ \| \| 1re \| Joane Somarriba \| Espagne \| Alfa Lum-RSM \| 26 h 57 min 01 s \| \| 2e \| Alessandra Cappellotto \| Italie \| Gas Sport Team \| + 43 s \| \| 3e \| Edita Pučinskaitė \| Lituanie \| Alfa Lum-RSM \| + 1 min 51 s \| \| 4e \| Walentina Polchanowa \| Russie \| Edil Savino \| + 2 min 45 s \| \| 5e \| Swetlana Bubnenkowa \| Russie \| Edil Savino \| + 3 min 23 s \| \| 6e \| Nicole Brändli \| Suisse \| Red Bull-Frankfurt \| + 3 min 40 s \| \| 7e \| Tatiana Stiajkina \| Ukraine \| Acca Due O-Lorena Camicie \| + 4 min 02 s \| \| 8e \| Pia Sundstedt \| Finlande \| Gas Sport Team \| + 4 min 21 s \| \| 9e \| Fabiana Luperini \| Italie \| Gas Sport Team \| + 4 min 31 s \| \| 10e \| Daniela Veronesi \| Saint-Marin \| Alfa Lum-RSM \| + 6 min 36 s \| |                        |             |                           |                  |
| |                        |             |                           |                  |
| |                        |             |                           |                  |
| Classement général |                        |             |                           |                  |
| Coureur | Coureur                | Pays        | Équipe                    | Temps            |
| 1re | Joane Somarriba        | Espagne     | Alfa Lum-RSM              | 26 h 57 min 01 s |
| 2e | Alessandra Cappellotto | Italie      | Gas Sport Team            | + 43 s           |
| 3e | Edita Pučinskaitė      | Lituanie    | Alfa Lum-RSM              | + 1 min 51 s     |
| 4e | Walentina Polchanowa   | Russie      | Edil Savino               | + 2 min 45 s     |
| 5e | Swetlana Bubnenkowa    | Russie      | Edil Savino               | + 3 min 23 s     |
| 6e | Nicole Brändli         | Suisse      | Red Bull-Frankfurt        | + 3 min 40 s     |
| 7e | Tatiana Stiajkina      | Ukraine     | Acca Due O-Lorena Camicie | + 4 min 02 s     |
| 8e | Pia Sundstedt          | Finlande    | Gas Sport Team            | + 4 min 21 s     |
| 9e | Fabiana Luperini       | Italie      | Gas Sport Team            | + 4 min 31 s     |
| 10e | Daniela Veronesi       | Saint-Marin | Alfa Lum-RSM              | + 6 min 36 s     |

### 11eétape
Les principales favorites sont ensemble dans les dix derniers kilomètres de l'étape. Svetlana Boubnenkova et Valentina Polkhanova attaquent pour mettre en difficulté le maillot rose. Cette dernière s'impose. Joane Somarriba termine juste derrière et est en position idéale pour remporter l'épreuve.
| \| Classement de l'étape \| Classement de l'étape \| Classement de l'étape \| Classement de l'étape \| Classement de l'étape \| \| Coureur \| Coureur \| Pays \| Équipe \| Temps \| \| --------------------- \| ---------------------- \| --------------------- \| ------------------------- \| --------------------- \| \| 1re \| Walentina Polchanowa \| Russie \| Edil Savino \| 2 h 57 min 08 s \| \| 2e \| Swetlana Bubnenkowa \| Russie \| Edil Savino \| + 4 s \| \| 3e \| Joane Somarriba \| Espagne \| Alfa Lum-RSM \| + 9 s \| \| 4e \| Edita Pučinskaitė \| Lituanie \| Alfa Lum-RSM \| + 39 s \| \| 5e \| Nicole Brändli \| Suisse \| Red Bull-Frankfurt \| + 1 min 19 s \| \| 6e \| Alessandra Cappellotto \| Italie \| Gas Sport Team \| + 1 min 31 s \| \| 7e \| Tatiana Stiajkina \| Ukraine \| Acca Due O-Lorena Camicie \| + 2 min 47 s \| \| 8e \| Fany Lecourtois \| France \| Alfa Lum-RSM \| + 4 min 20 s \| \| 9e \| Daniela Veronesi \| Saint-Marin \| Alfa Lum-RSM \| + 4 min 20 s \| \| 10e \| Pia Sundstedt \| Finlande \| Gas Sport Team \| + 4 min 43 s \| |                        |             |                           |                 |
| |                        |             |                           |                 |
| |                        |             |                           |                 |
| Classement de l'étape |                        |             |                           |                 |
| Coureur | Coureur                | Pays        | Équipe                    | Temps           |
| 1re | Walentina Polchanowa   | Russie      | Edil Savino               | 2 h 57 min 08 s |
| 2e | Swetlana Bubnenkowa    | Russie      | Edil Savino               | + 4 s           |
| 3e | Joane Somarriba        | Espagne     | Alfa Lum-RSM              | + 9 s           |
| 4e | Edita Pučinskaitė      | Lituanie    | Alfa Lum-RSM              | + 39 s          |
| 5e | Nicole Brändli         | Suisse      | Red Bull-Frankfurt        | + 1 min 19 s    |
| 6e | Alessandra Cappellotto | Italie      | Gas Sport Team            | + 1 min 31 s    |
| 7e | Tatiana Stiajkina      | Ukraine     | Acca Due O-Lorena Camicie | + 2 min 47 s    |
| 8e | Fany Lecourtois        | France      | Alfa Lum-RSM              | + 4 min 20 s    |
| 9e | Daniela Veronesi       | Saint-Marin | Alfa Lum-RSM              | + 4 min 20 s    |
| 10e | Pia Sundstedt          | Finlande    | Gas Sport Team            | + 4 min 43 s    |

| \| Classement général \| Classement général \| Classement général \| Classement général \| Classement général \| \| Coureur \| Coureur \| Pays \| Équipe \| Temps \| \| ------------------ \| ---------------------- \| ------------------ \| ------------------------- \| ------------------ \| \| 1re \| Joane Somarriba \| Espagne \| Alfa Lum-RSM \| 29 h 54 min 18 s \| \| 2e \| Alessandra Cappellotto \| Italie \| Gas Sport Team \| + 2 min 05 s \| \| 3e \| Edita Pučinskaitė \| Lituanie \| Alfa Lum-RSM \| + 2 min 21 s \| \| 4e \| Walentina Polchanowa \| Russie \| Edil Savino \| + 2 min 36 s \| \| 5e \| Swetlana Bubnenkowa \| Russie \| Edil Savino \| + 3 min 18 s \| \| 6e \| Nicole Brändli \| Suisse \| Red Bull-Frankfurt \| + 4 min 50 s \| \| 7e \| Tatiana Stiajkina \| Ukraine \| Acca Due O-Lorena Camicie \| + 6 min 40 s \| \| 8e \| Pia Sundstedt \| Finlande \| Gas Sport Team \| + 8 min 55 s \| \| 9e \| Fabiana Luperini \| Italie \| Gas Sport Team \| + 9 min 05 s \| \| 10e \| Daniela Veronesi \| Saint-Marin \| Alfa Lum-RSM \| + 10 min 47 s \| |                        |             |                           |                  |
| |                        |             |                           |                  |
| |                        |             |                           |                  |
| Classement général |                        |             |                           |                  |
| Coureur | Coureur                | Pays        | Équipe                    | Temps            |
| 1re | Joane Somarriba        | Espagne     | Alfa Lum-RSM              | 29 h 54 min 18 s |
| 2e | Alessandra Cappellotto | Italie      | Gas Sport Team            | + 2 min 05 s     |
| 3e | Edita Pučinskaitė      | Lituanie    | Alfa Lum-RSM              | + 2 min 21 s     |
| 4e | Walentina Polchanowa   | Russie      | Edil Savino               | + 2 min 36 s     |
| 5e | Swetlana Bubnenkowa    | Russie      | Edil Savino               | + 3 min 18 s     |
| 6e | Nicole Brändli         | Suisse      | Red Bull-Frankfurt        | + 4 min 50 s     |
| 7e | Tatiana Stiajkina      | Ukraine     | Acca Due O-Lorena Camicie | + 6 min 40 s     |
| 8e | Pia Sundstedt          | Finlande    | Gas Sport Team            | + 8 min 55 s     |
| 9e | Fabiana Luperini       | Italie      | Gas Sport Team            | + 9 min 05 s     |
| 10e | Daniela Veronesi       | Saint-Marin | Alfa Lum-RSM              | + 10 min 47 s    |

### 12eétape, secteur a
Les vingt premiers kilomètres se déroulent sous la pluie. L'étape se décide au sprint et Debby Mansveld est la plus rapide.
| \| Classement de l'étape \| Classement de l'étape \| Classement de l'étape \| Classement de l'étape \| Classement de l'étape \| \| Coureur \| Coureur \| Pays \| Équipe \| Temps \| \| --------------------- \| --------------------- \| --------------------- \| ------------------------------ \| --------------------- \| \| 1re \| Debby Mansveld \| Pays-Bas \| Farm Frites-Hartol \| 2 h 01 min 03 s \| \| 2e \| Oksana Saprykina \| Ukraine \| SC Michela Fanini Record Rox \| + 0 s \| \| 3e \| Sara Felloni \| Italie \| Alfa Lum-RSM \| + 0 s \| \| 4e \| Giovanna Troldi \| Italie \| Edil Savino \| + 0 s \| \| 5e \| Annette Beutler \| Suisse \| \| + 0 s \| \| 6e \| Gulnara Fatkúlina \| Russie \| Acca Due O-Lorena Camicie \| + 0 s \| \| 7e \| Alison Wright \| Australie \| \| + 0 s \| \| 8e \| Swetlana Bubnenkowa \| Russie \| Edil Savino \| + 0 s \| \| 9e \| Silvia Zoller \| Suisse \| Equipe Nürnberger Versicherung \| + 0 s \| \| 10e \| Marion Brauen \| Suisse \| Red Bull-Frankfurt \| + 0 s \| |                     |           |                                |                 |
| |                     |           |                                |                 |
| |                     |           |                                |                 |
| Classement de l'étape |                     |           |                                |                 |
| Coureur | Coureur             | Pays      | Équipe                         | Temps           |
| 1re | Debby Mansveld      | Pays-Bas  | Farm Frites-Hartol             | 2 h 01 min 03 s |
| 2e | Oksana Saprykina    | Ukraine   | SC Michela Fanini Record Rox   | + 0 s           |
| 3e | Sara Felloni        | Italie    | Alfa Lum-RSM                   | + 0 s           |
| 4e | Giovanna Troldi     | Italie    | Edil Savino                    | + 0 s           |
| 5e | Annette Beutler     | Suisse    |                                | + 0 s           |
| 6e | Gulnara Fatkúlina   | Russie    | Acca Due O-Lorena Camicie      | + 0 s           |
| 7e | Alison Wright       | Australie |                                | + 0 s           |
| 8e | Swetlana Bubnenkowa | Russie    | Edil Savino                    | + 0 s           |
| 9e | Silvia Zoller       | Suisse    | Equipe Nürnberger Versicherung | + 0 s           |
| 10e | Marion Brauen       | Suisse    | Red Bull-Frankfurt             | + 0 s           |

| \| Classement général \| Classement général \| Classement général \| Classement général \| Classement général \| \| Coureur \| Coureur \| Pays \| Équipe \| Temps \| \| ------------------ \| ------------------ \| ------------------ \| ------------------ \| ------------------ \| |         |      |        |       |
| |         |      |        |       |
| |         |      |        |       |
| Classement général |         |      |        |       |
| Coureur | Coureur | Pays | Équipe | Temps |

### 12eétape, secteur b
Sur ce contre-la-montre comportant une montée, Alessandra Cappellotto s'impose. Joane Somarriba préserve la tête du classement général.
| \| Classement de l'étape \| Classement de l'étape \| Classement de l'étape \| Classement de l'étape \| Classement de l'étape \| \| Coureur \| Coureur \| Pays \| Équipe \| Temps \| \| --------------------- \| ---------------------- \| --------------------- \| ---------------------- \| --------------------- \| \| 1re \| Alessandra Cappellotto \| Italie \| Gas Sport Team \| 20 min 14 s \| \| 2e \| Walentina Polchanowa \| Russie \| Edil Savino \| + 9 s \| \| 3e \| Swetlana Bubnenkowa \| Russie \| Edil Savino \| + 21 s \| \| 4e \| Daniela Veronesi \| Saint-Marin \| Alfa Lum-RSM \| + 31 s \| \| 5e \| Pia Sundstedt \| Finlande \| Gas Sport Team \| + 35 s \| \| 6e \| Fabiana Luperini \| Italie \| Gas Sport Team \| + 37 s \| \| 7e \| Edita Pučinskaitė \| Lituanie \| Alfa Lum-RSM \| + 39 s \| \| 8e \| Joane Somarriba \| Espagne \| Alfa Lum-RSM \| + 46 s \| \| 9e \| Priska Doppmann \| Suisse \| Master Team-Carpe Diem \| + 54 s \| \| 10e \| Nicole Brändli \| Suisse \| Suisse \| + 1 min 05 s \| |                        |             |                        |              |
| |                        |             |                        |              |
| |                        |             |                        |              |
| Classement de l'étape |                        |             |                        |              |
| Coureur | Coureur                | Pays        | Équipe                 | Temps        |
| 1re | Alessandra Cappellotto | Italie      | Gas Sport Team         | 20 min 14 s  |
| 2e | Walentina Polchanowa   | Russie      | Edil Savino            | + 9 s        |
| 3e | Swetlana Bubnenkowa    | Russie      | Edil Savino            | + 21 s       |
| 4e | Daniela Veronesi       | Saint-Marin | Alfa Lum-RSM           | + 31 s       |
| 5e | Pia Sundstedt          | Finlande    | Gas Sport Team         | + 35 s       |
| 6e | Fabiana Luperini       | Italie      | Gas Sport Team         | + 37 s       |
| 7e | Edita Pučinskaitė      | Lituanie    | Alfa Lum-RSM           | + 39 s       |
| 8e | Joane Somarriba        | Espagne     | Alfa Lum-RSM           | + 46 s       |
| 9e | Priska Doppmann        | Suisse      | Master Team-Carpe Diem | + 54 s       |
| 10e | Nicole Brändli         | Suisse      | Suisse                 | + 1 min 05 s |

| \| Classement général \| Classement général \| Classement général \| Classement général \| Classement général \| \| Coureur \| Coureur \| Pays \| Équipe \| Temps \| \| ------------------ \| ---------------------- \| ------------------ \| ------------------------- \| ------------------ \| \| 1re \| Joane Somarriba \| Espagne \| Alfa Lum-RSM \| 29 h 54 min 18 s \| \| 2e \| Alessandra Cappellotto \| Italie \| Gas Sport Team \| + 2 min 05 s \| \| 3e \| Edita Pučinskaitė \| Lituanie \| Alfa Lum-RSM \| + 2 min 21 s \| \| 4e \| Walentina Polchanowa \| Russie \| Edil Savino \| + 2 min 36 s \| \| 5e \| Swetlana Bubnenkowa \| Russie \| Edil Savino \| + 3 min 18 s \| \| 6e \| Nicole Brändli \| Suisse \| Red Bull-Frankfurt \| + 4 min 50 s \| \| 7e \| Tatiana Stiajkina \| Ukraine \| Acca Due O-Lorena Camicie \| + 6 min 40 s \| \| 8e \| Pia Sundstedt \| Finlande \| Gas Sport Team \| + 8 min 55 s \| \| 9e \| Fabiana Luperini \| Italie \| Gas Sport Team \| + 9 min 05 s \| \| 10e \| Daniela Veronesi \| Saint-Marin \| Alfa Lum-RSM \| + 10 min 47 s \| |                        |             |                           |                  |
| |                        |             |                           |                  |
| |                        |             |                           |                  |
| Classement général |                        |             |                           |                  |
| Coureur | Coureur                | Pays        | Équipe                    | Temps            |
| 1re | Joane Somarriba        | Espagne     | Alfa Lum-RSM              | 29 h 54 min 18 s |
| 2e | Alessandra Cappellotto | Italie      | Gas Sport Team            | + 2 min 05 s     |
| 3e | Edita Pučinskaitė      | Lituanie    | Alfa Lum-RSM              | + 2 min 21 s     |
| 4e | Walentina Polchanowa   | Russie      | Edil Savino               | + 2 min 36 s     |
| 5e | Swetlana Bubnenkowa    | Russie      | Edil Savino               | + 3 min 18 s     |
| 6e | Nicole Brändli         | Suisse      | Red Bull-Frankfurt        | + 4 min 50 s     |
| 7e | Tatiana Stiajkina      | Ukraine     | Acca Due O-Lorena Camicie | + 6 min 40 s     |
| 8e | Pia Sundstedt          | Finlande    | Gas Sport Team            | + 8 min 55 s     |
| 9e | Fabiana Luperini       | Italie      | Gas Sport Team            | + 9 min 05 s     |
| 10e | Daniela Veronesi       | Saint-Marin | Alfa Lum-RSM              | + 10 min 47 s    |

### 13eétape
Dans une côte, Pia Sundstedt attaque avec Svetlana Boubnenkova et Alessandra D'Ettorre. Cette dernière est distancée, mais les deux autres se dispute la victoire. Sundstedt s'impose. Il n'y a pas de changement au classement général.
| \| Classement de l'étape \| Classement de l'étape \| Classement de l'étape \| Classement de l'étape \| Classement de l'étape \| \| Coureur \| Coureur \| Pays \| Équipe \| Temps \| \| --------------------- \| --------------------- \| --------------------- \| ---------------------------- \| --------------------- \| \| 1re \| Pia Sundstedt \| Finlande \| Gas Sport Team \| 2 h 17 min 39 s \| \| 2e \| Swetlana Bubnenkowa \| Russie \| Edil Savino \| + 0 s \| \| 3e \| Giovanna Troldi \| Italie \| Edil Savino \| + 23 s \| \| 4e \| Alison Wright \| Australie \| Australie \| + 23 s \| \| 5e \| Sara Felloni \| Italie \| Alfa Lum-RSM \| + 23 s \| \| 6e \| Zinaida Stahurskaia \| Biélorussie \| SC Michela Fanini Record Rox \| + 23 s \| \| 7e \| Annette Beutler \| Suisse \| Suisse \| + 23 s \| \| 8e \| Oksana Saprykina \| Ukraine \| SC Michela Fanini Record Rox \| + 23 s \| \| 9e \| Valentyna Karpenko \| Ukraine \| Ukraine \| + 23 s \| \| 10e \| Marion Brauen \| Suisse \| Suisse \| + 23 s \| |                     |             |                              |                 |
| |                     |             |                              |                 |
| |                     |             |                              |                 |
| Classement de l'étape |                     |             |                              |                 |
| Coureur | Coureur             | Pays        | Équipe                       | Temps           |
| 1re | Pia Sundstedt       | Finlande    | Gas Sport Team               | 2 h 17 min 39 s |
| 2e | Swetlana Bubnenkowa | Russie      | Edil Savino                  | + 0 s           |
| 3e | Giovanna Troldi     | Italie      | Edil Savino                  | + 23 s          |
| 4e | Alison Wright       | Australie   | Australie                    | + 23 s          |
| 5e | Sara Felloni        | Italie      | Alfa Lum-RSM                 | + 23 s          |
| 6e | Zinaida Stahurskaia | Biélorussie | SC Michela Fanini Record Rox | + 23 s          |
| 7e | Annette Beutler     | Suisse      | Suisse                       | + 23 s          |
| 8e | Oksana Saprykina    | Ukraine     | SC Michela Fanini Record Rox | + 23 s          |
| 9e | Valentyna Karpenko  | Ukraine     | Ukraine                      | + 23 s          |
| 10e | Marion Brauen       | Suisse      | Suisse                       | + 23 s          |

## Classement général final
| \| Classement général \| Classement général \| Classement général \| Classement général \| Classement général \| \| Coureuse \| Coureuse \| Pays \| Équipe \| Temps \| \| ------------------ \| ---------------------- \| ------------------ \| ------------------------- \| ------------------ \| \| 1re \| Joane Somarriba \| Espagne \| Alfa Lum-RSM \| 34 h 34 min 23 s \| \| 2e \| Alessandra Cappellotto \| Italie \| Gas Sport Team \| + 1 min 19 s \| \| 3e \| Walentina Polchanowa \| Russie \| Edil Savino \| + 1 min 59 s \| \| 4e \| Edita Pučinskaitė \| Lituanie \| Alfa Lum-RSM \| + 2 min 14 s \| \| 5e \| Swetlana Bubnenkowa \| Russie \| Edil Savino \| + 2 min 30 s \| \| 6e \| Nicole Brändli \| Suisse \| Suisse \| + 5 min 09 s \| \| 7e \| Tatiana Stiajkina \| Ukraine \| Acca Due O-Lorena Camicie \| + 7 min 32 s \| \| 8e \| Pia Sundstedt \| Finlande \| Gas Sport Team \| + 8 min 21 s \| \| 9e \| Fabiana Luperini \| Italie \| Gas Sport Team \| + 8 min 56 s \| \| 10e \| Rosalisa Lapomarda \| Italie \| La Rosa dei Venti \| + 14 min 30 s \| |                        |          |                           |                  |
| |                        |          |                           |                  |
| |                        |          |                           |                  |
| Classement général |                        |          |                           |                  |
| Coureuse | Coureuse               | Pays     | Équipe                    | Temps            |
| 1re | Joane Somarriba        | Espagne  | Alfa Lum-RSM              | 34 h 34 min 23 s |
| 2e | Alessandra Cappellotto | Italie   | Gas Sport Team            | + 1 min 19 s     |
| 3e | Walentina Polchanowa   | Russie   | Edil Savino               | + 1 min 59 s     |
| 4e | Edita Pučinskaitė      | Lituanie | Alfa Lum-RSM              | + 2 min 14 s     |
| 5e | Swetlana Bubnenkowa    | Russie   | Edil Savino               | + 2 min 30 s     |
| 6e | Nicole Brändli         | Suisse   | Suisse                    | + 5 min 09 s     |
| 7e | Tatiana Stiajkina      | Ukraine  | Acca Due O-Lorena Camicie | + 7 min 32 s     |
| 8e | Pia Sundstedt          | Finlande | Gas Sport Team            | + 8 min 21 s     |
| 9e | Fabiana Luperini       | Italie   | Gas Sport Team            | + 8 min 56 s     |
| 10e | Rosalisa Lapomarda     | Italie   | La Rosa dei Venti         | + 14 min 30 s    |

## Classements annexes
| Classement par points | Classement par points  | Classement par points | Classement par points        | Classement par points |
| Coureuse              | Coureuse               | Pays                  | Équipe                       | Points                |
| --------------------- | ---------------------- | --------------------- | ---------------------------- | --------------------- |
| 1re                   | Swetlana Bubnenkowa    | Russie                | Edil Savino                  | 236 pts               |
| 2e                    | Sara Felloni           | Italie                | Alfa Lum-RSM                 | 142 pts               |
| 3e                    | Alessandra Cappellotto | Italie                | Gas Sport Team               | 139 pts               |
| 4e                    | Joane Somarriba        | Espagne               | Alfa Lum-RSM                 | 105 pts               |
| 5e                    | Edita Pučinskaitė      | Lituanie              | Alfa Lum-RSM                 | 93 pts                |
| 6e                    | Zinaida Stahurskaia    | Biélorussie           | SC Michela Fanini Record Rox | 91 pts                |
| 7e                    | Walentina Polchanowa   | Russie                | Edil Savino                  | 88 pts                |
| 8e                    | Oksana Saprykina       | Ukraine               | SC Michela Fanini Record Rox | 79 pts                |
| 9e                    | Pia Sundstedt          | Finlande              | Gas Sport Team               | 72 pts                |
| 10e                   | Tatiana Stiajkina      | Ukraine               | Acca Due O-Lorena Camicie    | 66 pts                |

| Classement par points | Classement par points  | Classement par points | Classement par points        | Classement par points |
| Coureuse              | Coureuse               | Pays                  | Équipe                       | Points                |
| --------------------- | ---------------------- | --------------------- | ---------------------------- | --------------------- |
| 1re                   | Swetlana Bubnenkowa    | Russie                | Edil Savino                  | 236 pts               |
| 2e                    | Sara Felloni           | Italie                | Alfa Lum-RSM                 | 142 pts               |
| 3e                    | Alessandra Cappellotto | Italie                | Gas Sport Team               | 139 pts               |
| 4e                    | Joane Somarriba        | Espagne               | Alfa Lum-RSM                 | 105 pts               |
| 5e                    | Edita Pučinskaitė      | Lituanie              | Alfa Lum-RSM                 | 93 pts                |
| 6e                    | Zinaida Stahurskaia    | Biélorussie           | SC Michela Fanini Record Rox | 91 pts                |
| 7e                    | Walentina Polchanowa   | Russie                | Edil Savino                  | 88 pts                |
| 8e                    | Oksana Saprykina       | Ukraine               | SC Michela Fanini Record Rox | 79 pts                |
| 9e                    | Pia Sundstedt          | Finlande              | Gas Sport Team               | 72 pts                |
| 10e                   | Tatiana Stiajkina      | Ukraine               | Acca Due O-Lorena Camicie    | 66 pts                |

| Classement de la montagne | Classement de la montagne | Classement de la montagne | Classement de la montagne | Classement de la montagne |
| Coureuse                  | Coureuse                  | Pays                      | Équipe                    | Points                    |
| ------------------------- | ------------------------- | ------------------------- | ------------------------- | ------------------------- |
| 1re                       | Edita Pučinskaitė         | Lituanie                  | Alfa Lum-RSM              | 34 pts                    |
| 2e                        | Alessandra Cappellotto    | Italie                    | Gas Sport Team            | 30 pts                    |
| 3e                        | Swetlana Bubnenkowa       | Russie                    | Edil Savino               | 11 pts                    |
| 4e                        | Joane Somarriba           | Espagne                   | Alfa Lum-RSM              | 9 pts                     |
| 5e                        | Valeria Cappellotto       | Italie                    | Gas Sport Team            | 8 pts                     |
| 6e                        | Walentina Polchanowa      | Russie                    | Edil Savino               | 6 pts                     |
| 7e                        | Simona Parente            | Italie                    | Gas Sport Team            | 4 pts                     |
| 8e                        | Aleksandra Koliaseva      | Russie                    | Alfa Lum-RSM              | 4 pts                     |
| 9e                        | Fabiana Luperini          | Italie                    | Gas Sport Team            | 3 pts                     |
| 10e                       | Roberta Bonanomi          | Italie                    | Gas Sport Team            | 2 pts                     |

| Classement de la montagne | Classement de la montagne | Classement de la montagne | Classement de la montagne | Classement de la montagne |
| Coureuse                  | Coureuse                  | Pays                      | Équipe                    | Points                    |
| ------------------------- | ------------------------- | ------------------------- | ------------------------- | ------------------------- |
| 1re                       | Edita Pučinskaitė         | Lituanie                  | Alfa Lum-RSM              | 34 pts                    |
| 2e                        | Alessandra Cappellotto    | Italie                    | Gas Sport Team            | 30 pts                    |
| 3e                        | Swetlana Bubnenkowa       | Russie                    | Edil Savino               | 11 pts                    |
| 4e                        | Joane Somarriba           | Espagne                   | Alfa Lum-RSM              | 9 pts                     |
| 5e                        | Valeria Cappellotto       | Italie                    | Gas Sport Team            | 8 pts                     |
| 6e                        | Walentina Polchanowa      | Russie                    | Edil Savino               | 6 pts                     |
| 7e                        | Simona Parente            | Italie                    | Gas Sport Team            | 4 pts                     |
| 8e                        | Aleksandra Koliaseva      | Russie                    | Alfa Lum-RSM              | 4 pts                     |
| 9e                        | Fabiana Luperini          | Italie                    | Gas Sport Team            | 3 pts                     |
| 10e                       | Roberta Bonanomi          | Italie                    | Gas Sport Team            | 2 pts                     |

| Classement du meilleur jeune | Classement du meilleur jeune | Classement du meilleur jeune | Classement du meilleur jeune | Classement du meilleur jeune |
| Coureuse                     | Coureuse                     | Pays                         | Équipe                       | Temps                        |
| ---------------------------- | ---------------------------- | ---------------------------- | ---------------------------- | ---------------------------- |
| 1re                          | Nicole Brändli               | Suisse                       | Suisse                       | 34 h 39 min 32 s             |
| 2e                           | Oksana Saprykina             | Ukraine                      | SC Michela Fanini Record Rox | + 30 min 58 s                |
| 3e                           | Sara Carrigan                | Australie                    | Australie                    | + 39 min 19 s                |
| 4e                           | Silvia Parietti              | Italie                       | Edil Savino                  | + 47 min 02 s                |
| 5e                           | Gitana Gruodyte              | Lituanie                     | La Rosa dei Venti            | + 1 h 02 min 20 s            |
| 6e                           | Alessandra D'Ettorre         | Italie                       | Acca Due O-Lorena Camicie    | + 1 h 04 min 07 s            |
| 7e                           | Shani Bloch                  | Israël                       | Figurella Dream Team         | + 1 h 04 min 49 s            |
| 8e                           | Alison Wright                | Australie                    | Australie                    | + 1 h 23 min 05 s            |
| 9e                           | Hayley Brown-Rutherford      | Australie                    | Australie                    | + 1 h 39 min 29 s            |
| 10e                          | Claudia Marietta             | Italie                       | Master Team-Carpe Diem       | + 1 h 49 min 27 s            |

| Classement du meilleur jeune | Classement du meilleur jeune | Classement du meilleur jeune | Classement du meilleur jeune | Classement du meilleur jeune |
| Coureuse                     | Coureuse                     | Pays                         | Équipe                       | Temps                        |
| ---------------------------- | ---------------------------- | ---------------------------- | ---------------------------- | ---------------------------- |
| 1re                          | Nicole Brändli               | Suisse                       | Suisse                       | 34 h 39 min 32 s             |
| 2e                           | Oksana Saprykina             | Ukraine                      | SC Michela Fanini Record Rox | + 30 min 58 s                |
| 3e                           | Sara Carrigan                | Australie                    | Australie                    | + 39 min 19 s                |
| 4e                           | Silvia Parietti              | Italie                       | Edil Savino                  | + 47 min 02 s                |
| 5e                           | Gitana Gruodyte              | Lituanie                     | La Rosa dei Venti            | + 1 h 02 min 20 s            |
| 6e                           | Alessandra D'Ettorre         | Italie                       | Acca Due O-Lorena Camicie    | + 1 h 04 min 07 s            |
| 7e                           | Shani Bloch                  | Israël                       | Figurella Dream Team         | + 1 h 04 min 49 s            |
| 8e                           | Alison Wright                | Australie                    | Australie                    | + 1 h 23 min 05 s            |
| 9e                           | Hayley Brown-Rutherford      | Australie                    | Australie                    | + 1 h 39 min 29 s            |
| 10e                          | Claudia Marietta             | Italie                       | Master Team-Carpe Diem       | + 1 h 49 min 27 s            |

## Évolution des classements
| Étape              |                              | Vainqueur _            | Classement général   | Classement par points | Meilleure grimpeuse | Meilleure sprinteuse | Meilleure jeune  |
| ------------------ | ---------------------------- | ---------------------- | -------------------- | --------------------- | ------------------- | -------------------- | ---------------- |
| Prologue           | contre-la-montre par équipes | Farm Frites-Hartol     | Leontien van Moorsel | non attribué          | non attribué        | non attribué         | non attribué     |
| 1re étape          | étape vallonnée              | Leontien van Moorsel   | Leontien van Moorsel | Leontien van Moorsel  | Edita Pučinskaitė   | Debby Mansveld       | Oksana Saprykina |
| 2e étape           | étape de moyenne montagne    | Leontien van Moorsel   | Leontien van Moorsel | Leontien van Moorsel  | Edita Pučinskaitė   | Debby Mansveld       | Oksana Saprykina |
| 3e étape           | étape de plaine              | Diana Žiliūtė          | Leontien van Moorsel | Leontien van Moorsel  | Edita Pučinskaitė   | Debby Mansveld       | Oksana Saprykina |
| 4e étape           | étape de plaine              | Leontien van Moorsel   | Leontien van Moorsel | Leontien van Moorsel  | Edita Pučinskaitė   | Debby Mansveld       | Oksana Saprykina |
| 5e étape           | étape vallonnée              | Roberta Bonanomi       | Swetlana Bubnenkowa  | Leontien van Moorsel  | Edita Pučinskaitė   | Debby Mansveld       | Nicole Brändli   |
| 6e a étape         | étape de moyenne montagne    | Swetlana Bubnenkowa    | Joane Somarriba      | non attribué          | non attribué        | non attribué         | non attribué     |
| 6e b étape         | contre-la-montre individuel  | Joane Somarriba        | Joane Somarriba      | non attribué          | non attribué        | non attribué         | Nicole Brändli   |
| 7e étape           | étape vallonnée              | Swetlana Bubnenkowa    | Joane Somarriba      | Swetlana Bubnenkowa   | Edita Pučinskaitė   | Debby Mansveld       | Nicole Brändli   |
| 8e étape           | étape de montagne            | Edita Pučinskaitė      | Joane Somarriba      | Swetlana Bubnenkowa   | Edita Pučinskaitė   | Debby Mansveld       | Nicole Brändli   |
| 9e étape           | étape de montagne            | Alessandra Cappellotto | Joane Somarriba      | Swetlana Bubnenkowa   | Edita Pučinskaitė   | Debby Mansveld       | Nicole Brändli   |
| 10e étape          | étape de plaine              | Sara Felloni           | Joane Somarriba      | Swetlana Bubnenkowa   | Edita Pučinskaitė   | Debby Mansveld       | Nicole Brändli   |
| 11e étape          | étape de montagne            | Walentina Polchanowa   | Joane Somarriba      | Swetlana Bubnenkowa   | Edita Pučinskaitė   | Debby Mansveld       | Nicole Brändli   |
| 12e a étape        | étape de plaine              | Debby Mansveld         | Joane Somarriba      | non attribué          | non attribué        | non attribué         | non attribué     |
| 12e b étape        | contre-la-montre individuel  | Alessandra Cappellotto | Joane Somarriba      | non attribué          | non attribué        | non attribué         | non attribué     |
| 13e étape          | étape vallonnée              | Pia Sundstedt          | Joane Somarriba      | Swetlana Bubnenkowa   | Edita Pučinskaitė   | Debby Mansveld       | Nicole Brändli   |
| Classements finals | Classements finals           |                        | Joane Somarriba      | Swetlana Bubnenkowa   | Edita Pučinskaitė   | Debby Mansveld       | Nicole Brändli   |

## Liste des participantes
| Acca Due O-Lorena Camicie ADO | Acca Due O-Lorena Camicie ADO | Acca Due O-Lorena Camicie ADO |
| ----------------------------- | ----------------------------- | ----------------------------- |
| Num                           | Coureuse                      | Pos                           |
| 1                             | Marion Clignet (FRA)          | 30e                           |
| 2                             | Alessandra D'Ettorre (ITA)    | 39e                           |
| 3                             | Letizia Giardinelli (ITA)     | 51e                           |
| 4                             | Vera Hohlfeld (GER)           | AB                            |
| 5                             | Gulnara Fatkúlina (RUS)       | 43e                           |
| 6                             | Tatiana Stiajkina (UKR)       | 7e                            |
| 7                             | Zita Urbonaitė (LTU)          | AB                            |
| 8                             | Diana Žiliūtė (LTU)           | NP-6b                         |

| Australie AUS | Australie AUS           | Australie AUS |
| ------------- | ----------------------- | ------------- |
| Num           | Coureuse                | Pos           |
| 11            | Hayley Brown-Rutherford | 54e           |
| 12            | Sara Carrigan           | 23e           |
| 13            | Juanita Feldhahn        | AB            |
| 14            | Margaret Hemsley        | AB            |
| 15            | Kristy Scrymgeour       | AB            |
| 16            | Kym Shirley             | 14e           |
| 17            | Elizabeth Tadich        | AB            |
| 18            | Alison Wright           | 45e           |

| Autriche AUT | Autriche AUT           | Autriche AUT |
| ------------ | ---------------------- | ------------ |
| Num          | Coureuse               | Pos          |
| 21           | Michaela Brunngraber   | 63e          |
| 22           | Ingrid Dullnig         | 65e          |
| 23           | Karin Gruber           | 66e          |
| 24           | Doris Posch            | AB           |
| 25           | Andrea Purner-Koschier | 44e          |

| Edil Savino EDI | Edil Savino EDI            | Edil Savino EDI |
| --------------- | -------------------------- | --------------- |
| Num             | Coureuse                   | Pos             |
| 31              | Catherine Marsal (FRA)     | 29e             |
| 32              | Silvia Parietti (ITA)      | 25e             |
| 33              | Walentina Polchanowa (RUS) | 3e              |
| 34              | Irene Puccioni (ITA)       | 62e             |
| 35              | Sonia Rocca (ITA)          | 42e             |
| 36              | Sara Savino (ITA)          | 53e             |
| 37              | Swetlana Bubnenkowa (RUS)  | 5e              |
| 38              | Giovanna Troldi (ITA)      | 26e             |

| Figurella Dream Team FIG | Figurella Dream Team FIG | Figurella Dream Team FIG |
| ------------------------ | ------------------------ | ------------------------ |
| Num                      | Coureuse                 | Pos                      |
| 41                       | Clara Beligni (ITA)      | NP-8                     |
| 42                       | Shani Bloch (ISR)        | 40e                      |
| 43                       | Sabrina Bonoso (ITA)     | AB                       |
| 44                       | Daniela Mollica (ITA)    | AB                       |
| 45                       | Valentina Parisi (ITA)   | 56e                      |
| 46                       | Rafaella Russo (ITA)     | NP-6b                    |
| 47                       | Rita Vada (ITA)          | AB                       |

| Gas Sport Team GAS | Gas Sport Team GAS           | Gas Sport Team GAS |
| ------------------ | ---------------------------- | ------------------ |
| Num                | Coureuse                     | Pos                |
| 51                 | Roberta Bonanomi (ITA)       | 12e                |
| 52                 | Alessandra Cappellotto (ITA) | 2e                 |
| 53                 | Valeria Cappellotto (ITA)    | AB-13              |
| 54                 | Fabiana Luperini (ITA)       | 9e                 |
| 55                 | Simona Parente (ITA)         | 22e                |
| 56                 | Luisiana Pegoraro (ITA)      | 33e                |
| 57                 | Gabriella Pregnolato (ITA)   | 35e                |
| 58                 | Pia Sundstedt (FIN)          | 8e                 |

| Hongrie HUN | Hongrie HUN       | Hongrie HUN |
| ----------- | ----------------- | ----------- |
| Num         | Coureuse          | Pos         |
| 61          | Anna Boguluckaj   | 67e         |
| 62          | Marianna Gergely  | AB          |
| 63          | Tunde Kosztyv     | AB-12       |
| 64          | Bogumiła Matusiak | 18e         |
| 65          | Anna Podkovzun    | 69e         |

| La Rosa dei Venti RDV | La Rosa dei Venti RDV        | La Rosa dei Venti RDV |
| --------------------- | ---------------------------- | --------------------- |
| Num                   | Coureuse                     | Pos                   |
| 71                    | Gitana Gruodyte (LTU)        | 37e                   |
| 72                    | Viktoriya Kachmarskaya (UKR) | NP-9                  |
| 73                    | Edita Kubelskienė (LTU)      | AB-9                  |
| 74                    | Rosalisa Lapomarda (ITA)     | 10e                   |
| 75                    | Stefania Martucci (ITA)      | AB                    |
| 76                    | Olga Mikhailoyskaia (RUS)    | 64e                   |
| 77                    | Neringa Raudonyte (LTU)      | AB                    |
| 78                    | Nadia Zuccherelli (ITA)      | 68e                   |

| Master Team-Carpe Diem MAS | Master Team-Carpe Diem MAS | Master Team-Carpe Diem MAS |
| -------------------------- | -------------------------- | -------------------------- |
| Num                        | Coureuse                   | Pos                        |
| 81                         | Paola Bresolin (ITA)       | AB                         |
| 82                         | Monica Ceccon (ITA)        | NP-8                       |
| 83                         | Priska Doppmann (SUI)      | 17e                        |
| 84                         | Karry Ellen Hellmuth (USA) | 50e                        |
| 85                         | Katia Longhin (ITA)        | 38e                        |
| 86                         | Claudia Marietta (ITA)     | 57e                        |

| SC Michela Fanini Record Rox MIC | SC Michela Fanini Record Rox MIC | SC Michela Fanini Record Rox MIC |
| -------------------------------- | -------------------------------- | -------------------------------- |
| Num                              | Coureuse                         | Pos                              |
| 91                               | Tracey Bowyer (AUS)              | AB                               |
| 92                               | Barbara Del Vai (ITA)            | AB-9                             |
| 93                               | Anna Farina (ITA)                | 58e                              |
| 94                               | Natalja Kistchuk (UKR)           | 31e                              |
| 95                               | Marika Murer (SUI)               | 41e                              |
| 96                               | Lucia Pizzolotto (ITA)           | AB                               |
| 97                               | Oksana Saprykina (UKR)           | 21e                              |
| 98                               | Zinaida Stahurskaia (BLR)        | 19e                              |

| Suisse SUI | Suisse SUI      | Suisse SUI |
| ---------- | --------------- | ---------- |
| Num        | Coureuse        | Pos        |
| 101        | Annette Beutler | 41e        |
| 102        | Marion Brauen   | 46e        |
| 103        | Nicole Brändli  | 6e         |
| 104        | Diana Rast      | 52e        |
| 105        | Sandra Wampfler | 36e        |
| 106        | Silvia Zoller   | 61e        |

| Alfa Lum-RSM ALF | Alfa Lum-RSM ALF           | Alfa Lum-RSM ALF |
| ---------------- | -------------------------- | ---------------- |
| Num              | Coureuse                   | Pos              |
| 111              | Fátima Blázquez (ESP)      | 27e              |
| 112              | Sara Felloni (ITA)         | 28e              |
| 113              | Aleksandra Koliaseva (RUS) | 24e              |
| 114              | Fany Lecourtois (FRA)      | 13e              |
| 115              | Edita Pučinskaitė (LTU)    | 4e               |
| 116              | Regina Schleicher (GER)    | 60e              |
| 117              | Joane Somarriba (ESP)      | 1re              |
| 118              | Daniela Veronesi (SMR)     | 11e              |

| Aliverti-Immobilione Luca ALI | Aliverti-Immobilione Luca ALI | Aliverti-Immobilione Luca ALI |
| ----------------------------- | ----------------------------- | ----------------------------- |
| Num                           | Coureuse                      | Pos                           |
| 121                           | Vera Carrara (ITA)            | AB                            |
| 122                           | Monica Dal Col (ITA)          | 70e                           |
| 123                           | Irene Erra (ITA)              | AB-9                          |
| 124                           | Marianna Lorenzoni (ITA)      | 15e                           |
| 125                           | Kristina Obručová (CZE)       | 59e                           |
| 126                           | Valentina Poli (ITA)          | AB                            |

| Farm Frites-Hartol FAR | Farm Frites-Hartol FAR     | Farm Frites-Hartol FAR |
| ---------------------- | -------------------------- | ---------------------- |
| Num                    | Coureuse                   | Pos                    |
| 131                    | Yvonne Brunen (NED)        | NP-9                   |
| 132                    | Madeleine Lindberg (SWE)   | 20e                    |
| 133                    | Susanne Ljungskog (SWE)    | AB                     |
| 134                    | Debby Mansveld (NED)       | 55e                    |
| 135                    | Sissy van Alebeek (NED)    | NP-6b                  |
| 136                    | Leontien van Moorsel (NED) | AB                     |

| Ukraine UKR | Ukraine UKR         | Ukraine UKR |
| ----------- | ------------------- | ----------- |
| Num         | Coureuse            | Pos         |
| 141         | Tanya Andryuschenko | 48e         |
| 142         | Natalia Katchalka   | 34e         |
| 143         | Valentyna Karpenko  | 16e         |
| 144         | Olga Svirtchtchouk  | 32e         |
| 145         | Yevheniya Vysotska  | 47e         |

| Acca Due O-Lorena Camicie ADO | Acca Due O-Lorena Camicie ADO | Acca Due O-Lorena Camicie ADO |
| ----------------------------- | ----------------------------- | ----------------------------- |
| Num                           | Coureuse                      | Pos                           |
| 1                             | Marion Clignet (FRA)          | 30e                           |
| 2                             | Alessandra D'Ettorre (ITA)    | 39e                           |
| 3                             | Letizia Giardinelli (ITA)     | 51e                           |
| 4                             | Vera Hohlfeld (GER)           | AB                            |
| 5                             | Gulnara Fatkúlina (RUS)       | 43e                           |
| 6                             | Tatiana Stiajkina (UKR)       | 7e                            |
| 7                             | Zita Urbonaitė (LTU)          | AB                            |
| 8                             | Diana Žiliūtė (LTU)           | NP-6b                         |

| Australie AUS | Australie AUS           | Australie AUS |
| ------------- | ----------------------- | ------------- |
| Num           | Coureuse                | Pos           |
| 11            | Hayley Brown-Rutherford | 54e           |
| 12            | Sara Carrigan           | 23e           |
| 13            | Juanita Feldhahn        | AB            |
| 14            | Margaret Hemsley        | AB            |
| 15            | Kristy Scrymgeour       | AB            |
| 16            | Kym Shirley             | 14e           |
| 17            | Elizabeth Tadich        | AB            |
| 18            | Alison Wright           | 45e           |

| Autriche AUT | Autriche AUT           | Autriche AUT |
| ------------ | ---------------------- | ------------ |
| Num          | Coureuse               | Pos          |
| 21           | Michaela Brunngraber   | 63e          |
| 22           | Ingrid Dullnig         | 65e          |
| 23           | Karin Gruber           | 66e          |
| 24           | Doris Posch            | AB           |
| 25           | Andrea Purner-Koschier | 44e          |

| Edil Savino EDI | Edil Savino EDI            | Edil Savino EDI |
| --------------- | -------------------------- | --------------- |
| Num             | Coureuse                   | Pos             |
| 31              | Catherine Marsal (FRA)     | 29e             |
| 32              | Silvia Parietti (ITA)      | 25e             |
| 33              | Walentina Polchanowa (RUS) | 3e              |
| 34              | Irene Puccioni (ITA)       | 62e             |
| 35              | Sonia Rocca (ITA)          | 42e             |
| 36              | Sara Savino (ITA)          | 53e             |
| 37              | Swetlana Bubnenkowa (RUS)  | 5e              |
| 38              | Giovanna Troldi (ITA)      | 26e             |

| Figurella Dream Team FIG | Figurella Dream Team FIG | Figurella Dream Team FIG |
| ------------------------ | ------------------------ | ------------------------ |
| Num                      | Coureuse                 | Pos                      |
| 41                       | Clara Beligni (ITA)      | NP-8                     |
| 42                       | Shani Bloch (ISR)        | 40e                      |
| 43                       | Sabrina Bonoso (ITA)     | AB                       |
| 44                       | Daniela Mollica (ITA)    | AB                       |
| 45                       | Valentina Parisi (ITA)   | 56e                      |
| 46                       | Rafaella Russo (ITA)     | NP-6b                    |
| 47                       | Rita Vada (ITA)          | AB                       |

| Gas Sport Team GAS | Gas Sport Team GAS           | Gas Sport Team GAS |
| ------------------ | ---------------------------- | ------------------ |
| Num                | Coureuse                     | Pos                |
| 51                 | Roberta Bonanomi (ITA)       | 12e                |
| 52                 | Alessandra Cappellotto (ITA) | 2e                 |
| 53                 | Valeria Cappellotto (ITA)    | AB-13              |
| 54                 | Fabiana Luperini (ITA)       | 9e                 |
| 55                 | Simona Parente (ITA)         | 22e                |
| 56                 | Luisiana Pegoraro (ITA)      | 33e                |
| 57                 | Gabriella Pregnolato (ITA)   | 35e                |
| 58                 | Pia Sundstedt (FIN)          | 8e                 |

| Hongrie HUN | Hongrie HUN       | Hongrie HUN |
| ----------- | ----------------- | ----------- |
| Num         | Coureuse          | Pos         |
| 61          | Anna Boguluckaj   | 67e         |
| 62          | Marianna Gergely  | AB          |
| 63          | Tunde Kosztyv     | AB-12       |
| 64          | Bogumiła Matusiak | 18e         |
| 65          | Anna Podkovzun    | 69e         |

| La Rosa dei Venti RDV | La Rosa dei Venti RDV        | La Rosa dei Venti RDV |
| --------------------- | ---------------------------- | --------------------- |
| Num                   | Coureuse                     | Pos                   |
| 71                    | Gitana Gruodyte (LTU)        | 37e                   |
| 72                    | Viktoriya Kachmarskaya (UKR) | NP-9                  |
| 73                    | Edita Kubelskienė (LTU)      | AB-9                  |
| 74                    | Rosalisa Lapomarda (ITA)     | 10e                   |
| 75                    | Stefania Martucci (ITA)      | AB                    |
| 76                    | Olga Mikhailoyskaia (RUS)    | 64e                   |
| 77                    | Neringa Raudonyte (LTU)      | AB                    |
| 78                    | Nadia Zuccherelli (ITA)      | 68e                   |

| Master Team-Carpe Diem MAS | Master Team-Carpe Diem MAS | Master Team-Carpe Diem MAS |
| -------------------------- | -------------------------- | -------------------------- |
| Num                        | Coureuse                   | Pos                        |
| 81                         | Paola Bresolin (ITA)       | AB                         |
| 82                         | Monica Ceccon (ITA)        | NP-8                       |
| 83                         | Priska Doppmann (SUI)      | 17e                        |
| 84                         | Karry Ellen Hellmuth (USA) | 50e                        |
| 85                         | Katia Longhin (ITA)        | 38e                        |
| 86                         | Claudia Marietta (ITA)     | 57e                        |

| SC Michela Fanini Record Rox MIC | SC Michela Fanini Record Rox MIC | SC Michela Fanini Record Rox MIC |
| -------------------------------- | -------------------------------- | -------------------------------- |
| Num                              | Coureuse                         | Pos                              |
| 91                               | Tracey Bowyer (AUS)              | AB                               |
| 92                               | Barbara Del Vai (ITA)            | AB-9                             |
| 93                               | Anna Farina (ITA)                | 58e                              |
| 94                               | Natalja Kistchuk (UKR)           | 31e                              |
| 95                               | Marika Murer (SUI)               | 41e                              |
| 96                               | Lucia Pizzolotto (ITA)           | AB                               |
| 97                               | Oksana Saprykina (UKR)           | 21e                              |
| 98                               | Zinaida Stahurskaia (BLR)        | 19e                              |

| Suisse SUI | Suisse SUI      | Suisse SUI |
| ---------- | --------------- | ---------- |
| Num        | Coureuse        | Pos        |
| 101        | Annette Beutler | 41e        |
| 102        | Marion Brauen   | 46e        |
| 103        | Nicole Brändli  | 6e         |
| 104        | Diana Rast      | 52e        |
| 105        | Sandra Wampfler | 36e        |
| 106        | Silvia Zoller   | 61e        |

| Alfa Lum-RSM ALF | Alfa Lum-RSM ALF           | Alfa Lum-RSM ALF |
| ---------------- | -------------------------- | ---------------- |
| Num              | Coureuse                   | Pos              |
| 111              | Fátima Blázquez (ESP)      | 27e              |
| 112              | Sara Felloni (ITA)         | 28e              |
| 113              | Aleksandra Koliaseva (RUS) | 24e              |
| 114              | Fany Lecourtois (FRA)      | 13e              |
| 115              | Edita Pučinskaitė (LTU)    | 4e               |
| 116              | Regina Schleicher (GER)    | 60e              |
| 117              | Joane Somarriba (ESP)      | 1re              |
| 118              | Daniela Veronesi (SMR)     | 11e              |

| Aliverti-Immobilione Luca ALI | Aliverti-Immobilione Luca ALI | Aliverti-Immobilione Luca ALI |
| ----------------------------- | ----------------------------- | ----------------------------- |
| Num                           | Coureuse                      | Pos                           |
| 121                           | Vera Carrara (ITA)            | AB                            |
| 122                           | Monica Dal Col (ITA)          | 70e                           |
| 123                           | Irene Erra (ITA)              | AB-9                          |
| 124                           | Marianna Lorenzoni (ITA)      | 15e                           |
| 125                           | Kristina Obručová (CZE)       | 59e                           |
| 126                           | Valentina Poli (ITA)          | AB                            |

| Farm Frites-Hartol FAR | Farm Frites-Hartol FAR     | Farm Frites-Hartol FAR |
| ---------------------- | -------------------------- | ---------------------- |
| Num                    | Coureuse                   | Pos                    |
| 131                    | Yvonne Brunen (NED)        | NP-9                   |
| 132                    | Madeleine Lindberg (SWE)   | 20e                    |
| 133                    | Susanne Ljungskog (SWE)    | AB                     |
| 134                    | Debby Mansveld (NED)       | 55e                    |
| 135                    | Sissy van Alebeek (NED)    | NP-6b                  |
| 136                    | Leontien van Moorsel (NED) | AB                     |

| Ukraine UKR | Ukraine UKR         | Ukraine UKR |
| ----------- | ------------------- | ----------- |
| Num         | Coureuse            | Pos         |
| 141         | Tanya Andryuschenko | 48e         |
| 142         | Natalia Katchalka   | 34e         |
| 143         | Valentyna Karpenko  | 16e         |
| 144         | Olga Svirtchtchouk  | 32e         |
| 145         | Yevheniya Vysotska  | 47e         |

### Autre
- (it) Site officiel